# The Rolling Stones
The Rolling Stones, vaak kortweg aangeduid als The Stones, is een Britse rockband die actief is sinds 1962. De band speelt in de eerste plaats een combinatie van rock en rhythm-and-blues. Daarnaast vertolken ze ook andere stijlen als blues, country, hardrock, reggae, funk en punk.
Sinds The Rolling Stones in 1962 werden opgericht, hebben zij vele grote hits gehad, zoals (I Can't Get No) Satisfaction, Sympathy for the Devil, Angie, Paint It Black en Start Me Up. Zij hebben meer dan vijfentwintig studioalbums uitgebracht, waaronder de klassiekers Exile on Main St., Goats Head Soup, Beggars Banquet, Let It Bleed en Sticky Fingers. In 2016 bracht de band het album Blue & Lonesome uit.
De band bestaat sinds 2021 nog uit drie vaste leden: Mick Jagger (zang), Keith Richards (gitaar) en Ron Wood (gitaar). De bekendste oud-leden zijn multi-instrumentalist Brian Jones (uit de band gezet op 8 juni 1969 en op 3 juli 1969 overleden), gitarist Mick Taylor (opgestapt in 1974), bassist Bill Wyman (opgestapt in 1993), drummer Charlie Watts (overleden op 24 augustus 2021) en – hoewel alleen in de beginjaren officieel – toetsenist Ian Stewart.
De bijnaam van de band is 'The Greatest Rock and Roll band in the World', zoals zij geïntroduceerd werden op het gratis Hyde Parkconcert en op hun tournee in 1969.

## Geschiedenis

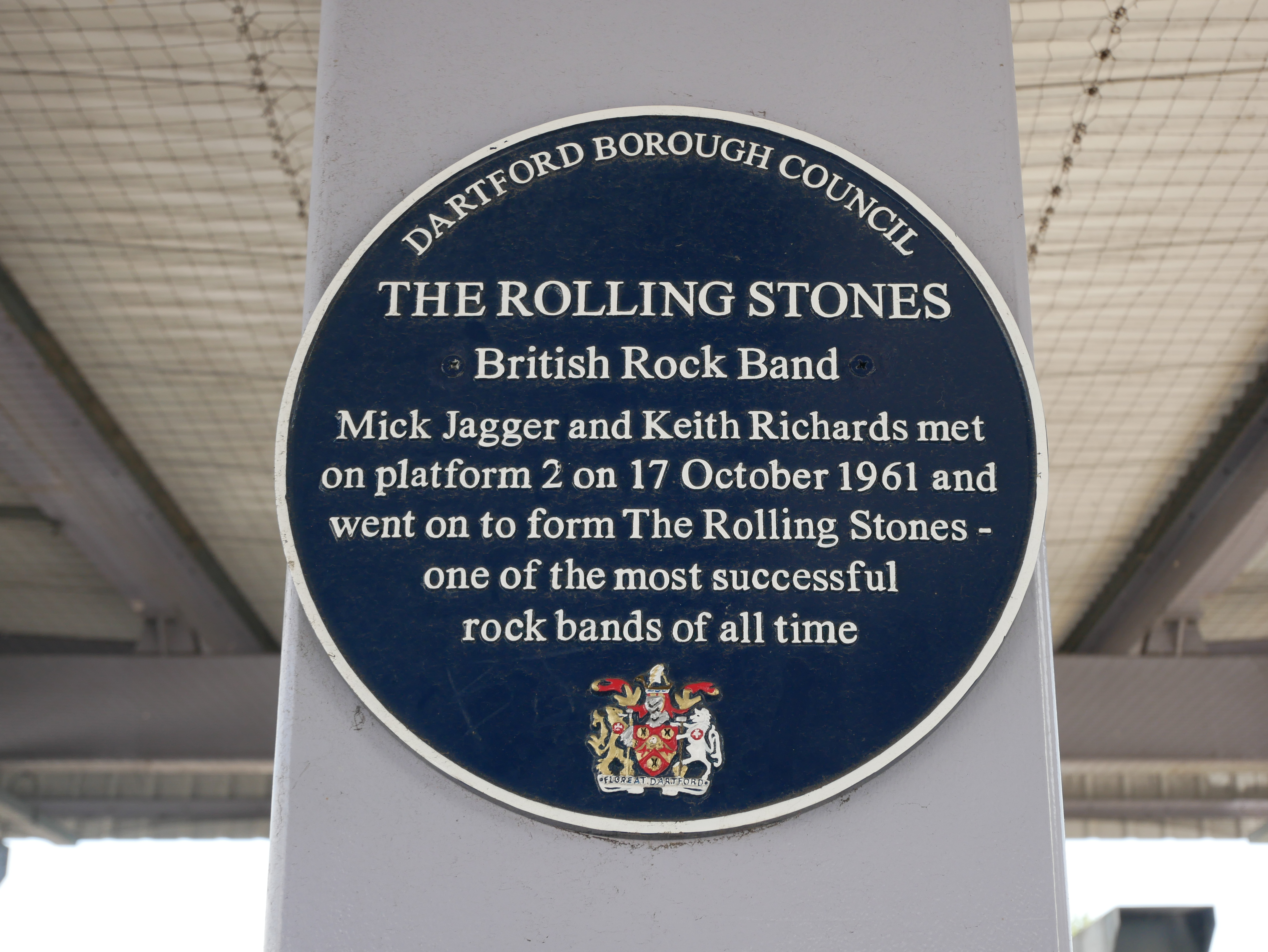
Plaquette voor de Rolling Stones op Dartford Railway Station

### Oprichting van de band (1962)
Michael Philip Jagger en Keith Richards hadden al bij elkaar op de Wenworth Primary School in Dartford, Kent gezeten. Later, op 17 oktober 1961, kwam Richards Jagger weer tegen met een plaat van Chuck Berry en Muddy Waters onder zijn arm, op perron 2 van het treinstation in Dartford in Kent. Jagger en Richards deelden een gezamenlijke interesse in de muziek en waren beiden ook verwoede platenverzamelaars.
Zij begonnen een bandje, Little Boy Blue and the Blue Boys, genoemd naar Richards eerste gitaar 'Blue Boy'. Dick Taylor, een vriend van Jagger en net als Jagger en Richards afkomstig uit Dartford, ging meedoen als bassist. Zij ontmoetten Brian Jones in de Ealing Jazz Club tijdens een optreden van de Blues Incorporated, waar Brian Jones onder de naam Elmo Lewis als gastmuzikant bottleneck-gitaar speelde. Jones had een rhythm-and-bluesband in oprichting en vroeg Jagger als zanger. Jagger wilde wel, onder de voorwaarde dat ook Richards als gitarist mee zou doen. De andere kandidaten weigerden dit en verlieten met uitzondering van Stewart de groep in oprichting. Richards, die toen alleen nog maar riffs van Chuck Berry speelde, kreeg dankzij Jones rhythm-and-bluesschema's onder de knie. Dick Taylor (die later The Pretty Things zou oprichten) werd bassist en Tony Chapman drummer.

Het eerste optreden van de groep was een invalbeurt voor Blues Incorporated, die een BBC-optreden hadden. De aankondiging in Jazz News van 11 juli 1962 luidde (vertaald): 
'R&b vocalist' Mick Jagger treedt in de Marquee Club op met zijn band bestaande uit: Keith Richards en Elmo Lewis (gitaar), Dick Taylor (bas), Ian Stewart (piano) en Mick Avory (drums) ... de Rolling Stones.
Brian Jones noemde zijn band The Rollin' Stones, naar het nummer Rollin' Stone van Muddy Waters. In deze opstelling met Tony Chapman in plaats van Mick Avory op drums begonnen de Stones in 1962 in clubs te spelen, waarna ze al snel meer publiek trokken dan de Blues Incorporated.
Eind 1962 stapte Dick Taylor uit de band. Tony Chapman stelde Bill Wyman als vervanger voor; met Wyman had hij in de band The Cliftons gespeeld. Wyman werd aangenomen, naar verluidt vanwege zijn goede versterker, een Vox AC30. Begin 1963 verliet Chapman de groep en werd op 11 januari 1963 vervangen door Charlie Watts, oorspronkelijk een jazzdrummer. De Rollin' Stones werden in maart 1963 de vaste huisband van de Crawdaddy Club van Giorgio Gomelsky, die in die tijd onofficieel fungeerde als manager van de band. Gomelsky zorgde voor persartikelen, de eerste studio-opnames en nodigde insiders en bekende musici uit naar zijn club, waaronder The Beatles, Andrew Loog Oldham en Eric Easton. Deze laatste twee richtten het bedrijf Impact Sound op, dat zich bezig ging houden met het imago en het promoten van de Stones. Op 8 (of 9) mei tekende Brian Jones als bandleider een 3-jarig contract met Impact Sound.
Oldham hield zich bezig met het imago van de band, dat ruiger moest zijn dan de keurige Beatles. Hij vond Stewart niet passen bij dat ruige imago en degradeerde hem uit de band tot roadie. Stewart bleef echter wel trouw aan de groep en verscheen live regelmatig bij de Stones op het podium tot aan zijn dood in 1985. Oldham veranderde ook de naam Rollin' Stones in Rolling Stones en liet de 's' van Richards vallen.

### Eerste platencontract (1963)

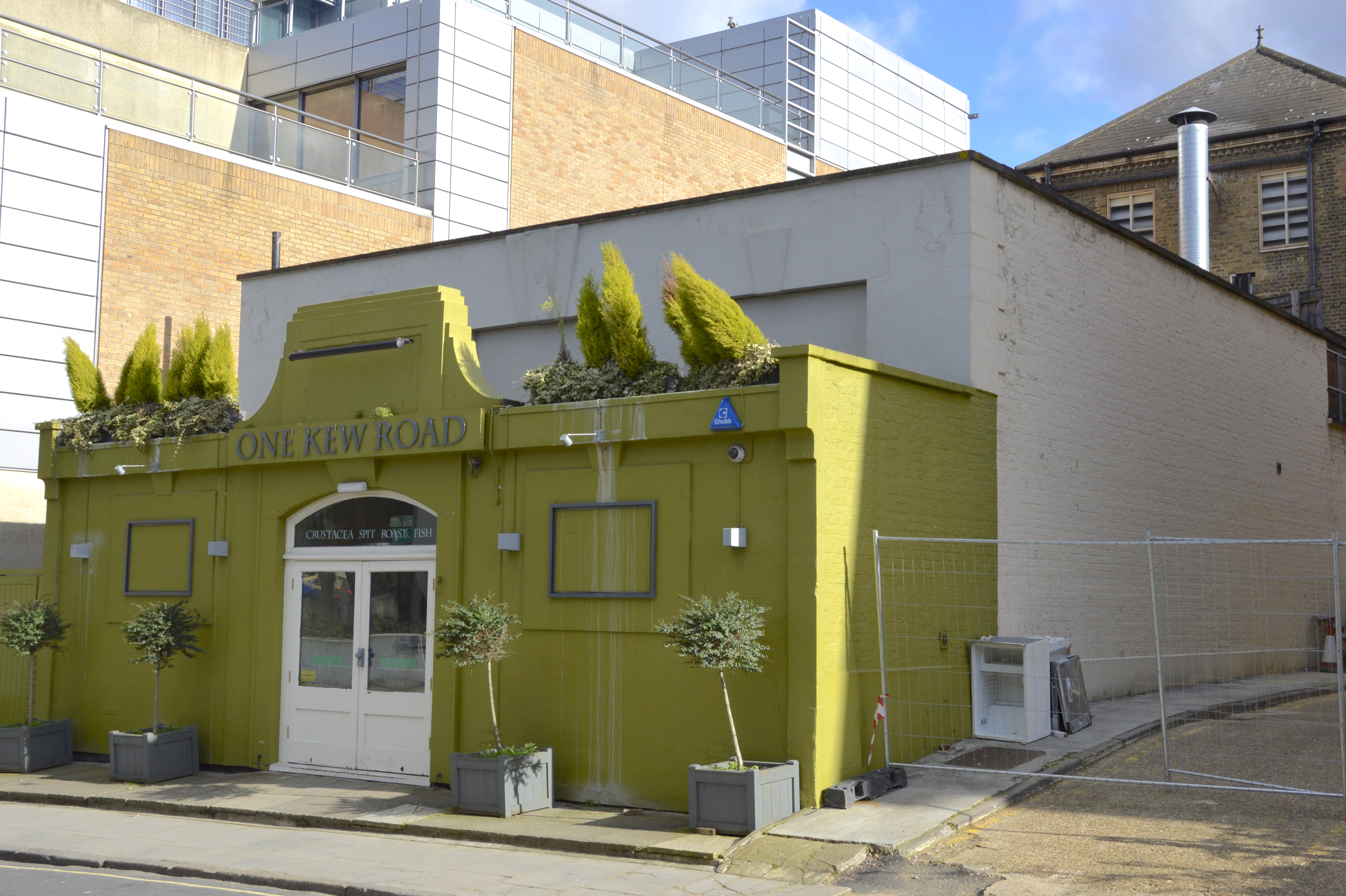
Crawdaddy Club, Richmond 2014

Dick Rowe, de A&R-man bij Decca Records, die (negatieve) bekendheid kreeg door de Beatles af te wijzen voor een platencontract bij Decca, werd door Oldham in mei 1963 uitgenodigd voor een optreden van de Stones in de Crawdaddy Club in Richmond. Op advies van George Harrison sloot hij een platencontract met de Stones. Op 10 mei vond er een opnamesessie plaats in de Olympic Sound Studio in Londen, waarvan door Oldham Come On van Chuck Berry met als B-kant I Want To Be Loved van Willie Dixon als eerste single gekozen werd. De single bereikte een 21ste plaats in de UK Singles Chart. De tweede single werd I Wanna Be Your Man, een nummer dat John Lennon en Paul McCartney geschreven hadden voor hun tweede album With the Beatles, dat ze in diezelfde tijd in Londen aan het opnemen waren, maar waar Lennon en McCartney zelf niet tevreden over waren. De B-kant van de single werd de instrumental 'Stoned', een eigen compositie van de band. De muziekrechten van Stoned werden onder de naam Nanker Phelge door Easton ondergebracht bij muziekuitgeverij Southern Music. 'I Wanna Be Your Man' bereikte een 12e plaats in de Britse hitlijst.

### Eerste album en eerste tournees (1964)
Het eerste album van de Stones werd in de periode 3 januari tot 25 februari 1964 opgenomen in de Regent Sound Studios, een kleine studio in Denmark Street, Londen. De Stones hadden inmiddels in het clubcircuit een grote populariteit opgebouwd, getuige het feit dat er voor dit album 10.000 reserveringen geplaatst werden.
Het album bevatte 9 covers, de eerste Jagger/Richards-compositie ('Tell Me'), een groepscompositie en een compositie van de groep samen met Phil Spector. Het album werd uitgebracht op 17 april 1964 en bereikte de nummer 1-positie in de Britse albumtop. 'Tell Me' was niet de eerste compositie van Jagger/Richards. Eerder hadden zij al de ballad As Tears Go By geschreven, een nummer dat Oldham door Marianne Faithfull op single liet uitbrengen. Van het album werd geen single getrokken, wel werd 'Little by Little' (met Gene Pitney op piano) gebruikt als B-kant van de derde Stones-single Not Fade Away. Not Fade Away, uitgebracht in februari 1964, bereikte een derde plaats in de Britse hitlijsten. In de Verenigde Staten werd I Wanna Be Your Man de B-kant, en bereikte een 48e plaats in de Billboard Hot 100.
Not Fade Away was een cover van Buddy Holly, toen Radio Caroline op 199 meter tijdens Pasen op 29 maart 1964 om 12 uur Engelse tijd als eerste zeezender 3 mijl voor de Engelse zuidoostkust vanaf een zendschip startte met de officiële uitzendingen, werd dit nummer als eerste gedraaid.

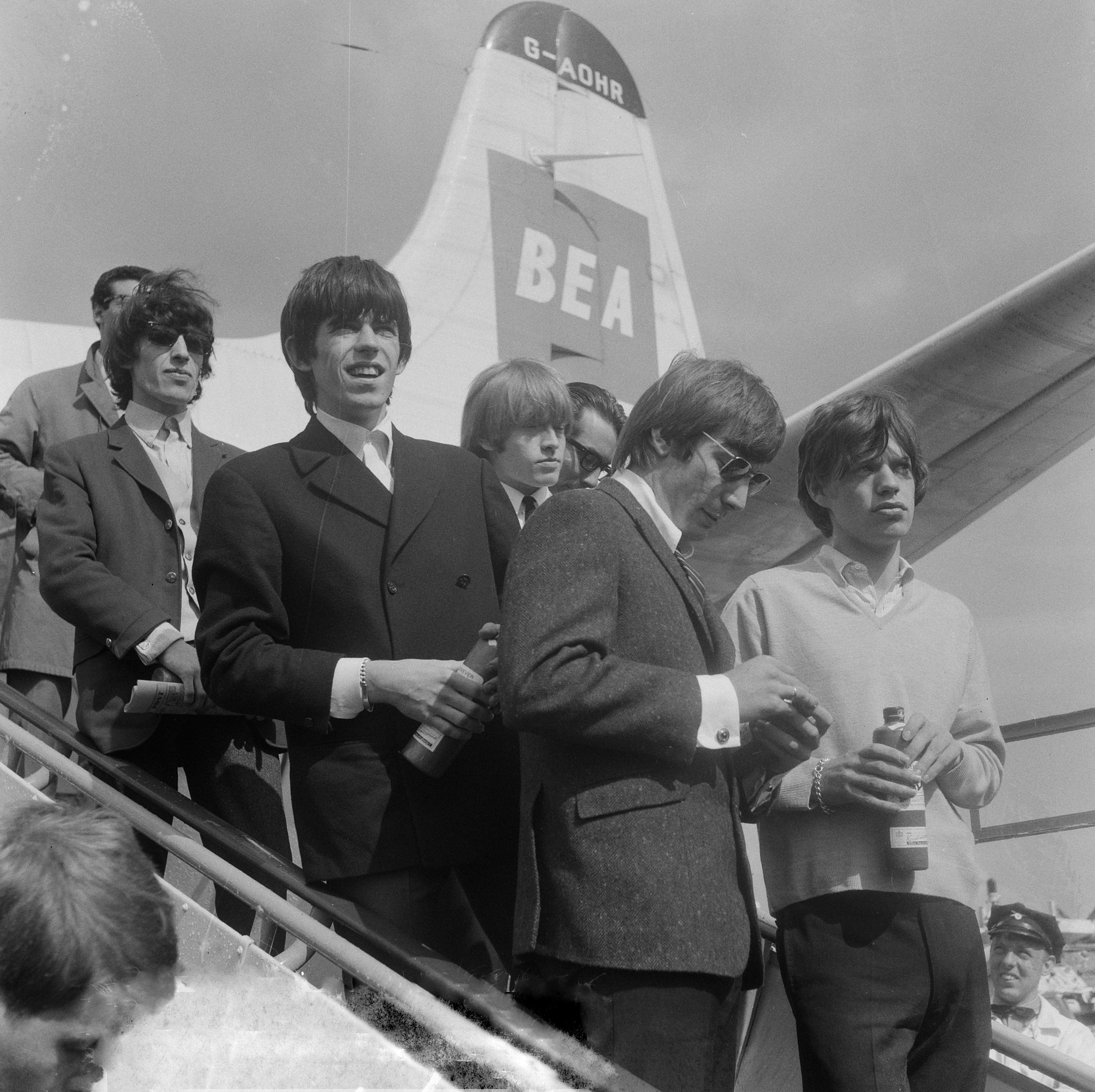
Aankomst Rolling Stones op Schiphol (1964)

De eerste tournee van de Stones door het Verenigd Koninkrijk vond plaats in de herfst van 1963, met The Everly Brothers, Bo Diddley, Little Richard en Micky Most. Een van de eerste concerten op het Europese vasteland – als onderdeel van hun derde Britse tournee – was in het Kurhaus in Scheveningen op 8 augustus 1964. Het werd een legendarisch concert, de kranten schreven over "een veldslag". De uitzinnige fans en de hard optredende politie leidden ertoe dat de Stones al tijdens het vijfde nummer het zeer tumultueus verlopen optreden moesten staken. Van de slotminuten en het commentaar van impresario Paul Acket ("Van m'n leven niet meer") maakte de toenmalige diskjockey Willem van Kooten geluidsopnamen. Het tv-programma Andere Tijden maakte in september 2011 een verslag van ruim 27 minuten. De schade aan het Kurhaus zou 20.000 gulden hebben bedragen. De toegangsprijs voor de 1500 bezoekers was destijds 7 gulden en de gage voor de Stones 1300 gulden.
In juni 1964 vlogen de Stones op JFK Airport voor hun eerste Amerikaanse tournee, die uitliep op een teleurstelling. De optredens waren voor halflege zalen en de band werd belachelijk gemaakt door gastpresentator Dean Martin in het tv-programma Hollywood Palace. Martin, die geen hoge pet van The Rolling Stones op had, introduceerde de band met de woorden: "I've been rolled when I was stoned myself". Ter afsluiting van de tournee vlogen de Stones naar Chicago, waar zij in de studio's van Chess Records een ontmoeting hadden met hun grote bluesvoorbeelden als Muddy Waters en Willie Dixon. In deze studio namen de Stones weer een aantal nummers op, waaronder hun nieuwe single It's All Over Now.
It's All Over Now kwam uit op 26 juni 1964 en werd de eerste nummer 1-hit in de UK-charts, en de eerste nummer 1 in Nederland. De B-kant was Good Times Bad Times, een compositie van Jagger en Richards. De overige Chess-opnames werden op 14 augustus 1964 uitgebracht op een EP, Five By Five, met de nummers If You Need Me, Empty Heart, 2120 South Michigan Avenue, Confessin' The Blues en Around And Around. 2120 South Michigan Avenue, een eigen compositie van de groep, verwijst naar het adres in Chicago waar de Chess studio's gevestigd zijn.
Little Red Rooster, een compositie van Dixon voor Howlin' Wolf, is weer opgenomen in de Regent Studio's en kwam uit op 13 november 1964. De single bereikte de 1e plaats in de UK-charts. In Nederland bereikte deze single in de tweede week van 1965 de 4e plaats in de Nederlandse Top 40. De Top 40 was 1 week eerder van start gegaan, en in die eerste week hadden de Stones naast 'Little Red Rooster', ook 'Tell Me' en 'Time Is On My Side' in de Top 40.
Vanaf half oktober tot half november toerden de Stones voor de tweede keer door de VS. Dit keer hadden ze meer succes, ze deden een geslaagd optreden in de The Ed Sullivan Show en scoorden met Time is on my side een toptienhit in de Billboard Top 100. In de RCA studio's werd Everybody Needs Somebody to Love opgenomen, en in de Chess Sudio's Time is on my side. Het alleen in de VS uitgebrachte album Twelve by Five bereikte een derde positie in de BillBoard album Top 200.

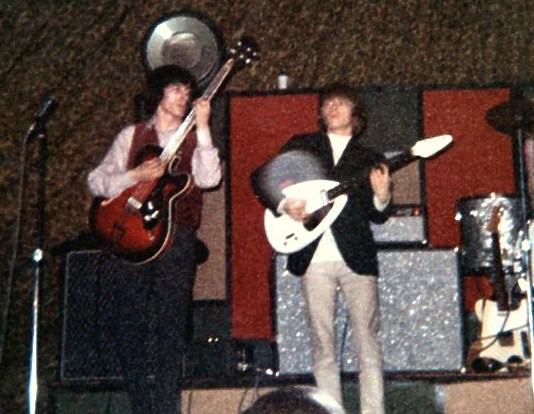
Wyman en Jones met zijn VOX MKIII

Voor de opnames van het tweede studio-album investeerden de Stones in nieuwe instrumenten. Zo kocht Brian Jones zijn karakteristieke Vox MK III Teardrop.
In januari 1965 kwam in het Verenigd Koninkrijk dit tweede album uit : The Rolling Stones No. 2. Een maand later kwam in de VS The Rolling Stones, Now! uit, een qua inhoud vrijwel gelijk album.

### Satisfaction(1965)
Satisfaction, volledige titel (I Can't Get No) Satisfaction, is wellicht de beroemdste single van de Stones. Dit nummer leverde de Stones wereldwijd bekendheid op, en bereikte vrijwel overal de nummer 1-positie in de hitlijsten. Kenmerkend zijn de dubbele ontkenning in de titel en de gitaarriff vervormd door een fuzzbox. De riff werd door Richards bedacht, en na meerdere opnamesessies door Jagger en Richards samen tot het eindresultaat gebracht. De fuzzbox, destijds nog weinig in gebruik in de popmuziek, was een idee van Ian Stewart.
Satisfaction kwam op 6 juni 1965 uit in de VS en pas op 20 augustus, na afloop van de Amerikaanse tournee in het thuisland.
Satisfaction was ook een keerpunt in de gezagsverhoudingen binnen de Stones. Het succes van de componisten ondermijnde het leiderschap van Jones, die zich verdronk in alcohol en ging experimenteren met LSD. Het tweede slachtoffer was Oldham, hij besefte dat er een professional nodig was voor de financiële relatie met Decca. Easton werd aan de kant gezet, zijn plaats werd ingenomen door Allen Klein, die via zijn bedrijf ABKCO Records (Allen & Betty Klein Company) voor de Stones een lucratieve platendeal met Decca sloot.
'Satisfaction' werd vele malen gecoverd, met als meest bekende versie die van Otis Redding. Satisfaction werd gebruikt in de tv-serie Mad Men, waarin hoofdpersoon Don Draper in elke aflevering een wit overhemd uit een nieuwe verpakking aantrekt. Nadat hij voor zijn kinderen een kaartje voor een Beatles-concert gekocht heeft, klinkt 'Satisfaction' met de tekst: When I 'm watchin' my TV/And a man comes on to tell me/How white my shirts can be.

### Out of our Heads(1965)
Op 30 juli 1965 kwam het nieuwe album Out of our Heads uit in de VS, en pas op 24 september in het Verenigd Koninkrijk. De tracklist is verschillend. In de rest van de wereld werd voor de Amerikaans tracklist gekozen met de hits 'Satisfaction' en 'The Last Time'. Op de Britse versie kwam 'Heart of Stone', dat in Nederland al op EP verschenen was. De EP bereikte een 6e plaats in de single Top 40.
Op Out of our Heads stonden de eerste vrouw-onvriendelijke nummers, 'Gotta Get Away', over een leugenachtige vriendin en vooral 'Heart of Stone'.
Terwijl 'Satisfaction' nog in de hitlijsten stond, werd als volgende single 'Get Off of My Cloud' uitgebracht. Voor de Amerikaanse markt verscheen ter gelegenheid van Kerstmis December's children (and everybody's), een album met werk uit de begintijd tot en met 'Get Off of My Cloud', met ook een eigen versie van Marianne Faithfulls hit 'As Tears Go By'.

### Aftermath(1966)
Op 15 april 1966 kwam Aftermath in het Verenigd Koninkrijk uit, wat een van hun succesvolste albums werd. Dit album betekende ook een keerpunt: het coveren van r&b-nummers werd losgelaten, alles was eigen werk.
Naast vrouwonvriendelijke nummers als 'Out of Time' bevat Aftermath ook nummers als 'Mothers Little Helper', een nummer met mededogen voor de drukbezette moeders en met kritiek op de maatschappij. Brian Jones profileerde zich door meerdere voor de Stones buitenissige instrumenten te bespelen, zoals dulcimer ('Lady Jane','I'm Waiting'), marimba ('Under My Thumb', 'Out of Time'), klavecimbel en vibrafoon ('Take It or Leave It').
Het album kwam in de VS een maand later uit, met slechts 10 gelijke tracks en aangevuld met 'Paint It Black', dat inmiddels als single uitgekomen was.
De versie van 'Out of Time' door Chris Farlowe met Jimmy Page op gitaar, geproduceerd door Mick Jagger en uitgebracht op Oldhams label Immediate Records werd in deze periode een nummer 1-hit in het Verenigd Koninkrijk.

### Paint It Black (1966)
'Paint It Black' (ook geschreven als Paint It, Black) is een van de beroemdste singles van de Stones (naast 'Satisfaction' en 'Angie'). 'Paint It Black' werd tijdense dezelfde studiosessies als voor Aftermath opgenomen. Brian Jones speelt hier de melodielijn op sitar en Bill Wyman speelt naast zijn normale baspartij in de overdub op Hammondorgel. 'Paint It Black' bereikte in de Britse, Amerikaanse, Nederlandse hitlijsten en in vele andere landen de eerste plaats, in Vlaanderen de derde.
Het nummer is nadien gecoverd door talloze rockbands, zoals Blondie, R.E.M., U2, Led Zeppelin en Deep Purple. De associatie van het nummer met de Vietnamoorlog is ontstaan door het gebruik in Stanley Kubricks film Full Metal Jacket (eindtune) en de tv-serie Tour of Duty (titelsong). Toen Veronica de serie op het scherm bracht, werd de single opnieuw uitgebracht en bereikte wederom de eerste plaats in de hitlijsten.
'Paint It Black' kreeg als B-kant 'Long Long While'. Het was tevens de laatste productie van Oldham, de daaropvolgende producties kwamen op naam van de Rolling Stones als groep. In de tijd dat Oldham de productie deed, was in de studio's de leiding in handen van de technici. Dit waren bijvoorbeeld David Hassinger, Glyn Johns of arrangeur Jack Nitzsche.

### 'Let's Spend the Night Together/Ruby Tuesday' (1967)
'Let's Spend the Night Together/Ruby Tuesday' is een single met een dubbele A-kant. De twee nummers werden apart genoteerd in de Verenigde Staten; 'Ruby Tuesday' bereikte de nummer 1-positie, terwijl 'Let's Spend the Night Together' niet verder kwam dan de 55e plaats.
'Let's Spend the Night Together' werd door vele Amerikaanse radiostations vanwege de tekst niet gedraaid. In de The Ed Sullivan Show verving Mick Jagger "the Night" door "some time". 'Ruby Tuesday' is een ballad, die Keith Richards schreef, nadat zijn vriendin Linda Keith hem verlaten had.

### Een tussenperiode (1967)

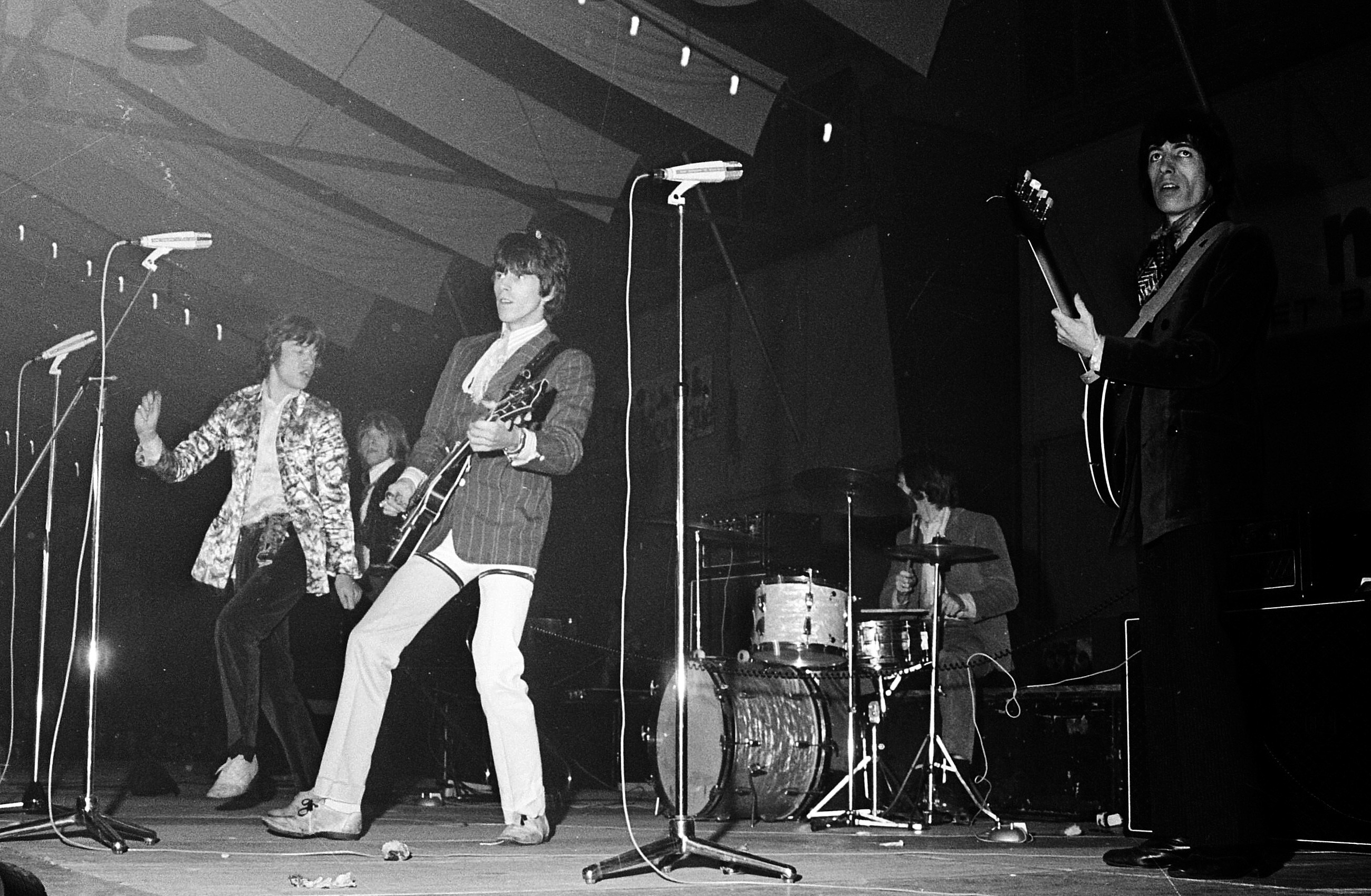
The Rolling Stones in de Houtrusthallen (april 1967)

Rond deze tijd werd het gebruik van lsd en andere drugs als cocaïne populair in de kringen van popmuzikanten. Het hele jaar (en daarna) werden Jones, Jagger en Richards met drugsprocessen vervolgd, waarbij de politie-inval op het feest van Keith Richards op zijn landgoed Redlands (in 1966 gekocht), waar verschillende drugs en een naakte Marianne Faithfull werden aangetroffen, wel het beruchtste incident was. De politie vond uiteindelijk slechts wat hasj en peppillen. De drugsdealer kwam weg met het verhaal van onbelichte films. Alleen bij een kunsthandelaar, Robert Fraser, werden heroïnepillen aangetroffen
Op 17 en 18 juni kwamen Jagger en Richards voor de rechter. Jagger werd tot 3 maanden gevangenisstraf veroordeeld voor het bezit van vier amfetaminepillen, Richards tot een jaar gevangenisstraf voor het gelegenheid geven van het roken van hasj. Beiden werden geboeid afgevoerd naar verschillende gevangenissen, waarin zij exact één dag vastzaten. Het in de zomer van 1967 uitgebrachte We Love You, met John Lennon en Paul McCartney in het achtergrondkoor, begint met in het slot klappende ijzeren gevangenisdeuren en werd een nummer 1-hit in Nederland. De piano werd bespeeld door Nicky Hopkins, die de rol van Ian Stewart in de studio had overgenomen.
Richards zei later over deze periode: "Wij hebben nooit problemen met drugs gehad, alleen met de politie."
In het najaar verscheen het album Their Satanic Majesties Request, door de Stonesfans beoordeeld als een slap aftreksel van Sgt. Pepper's Lonely Hearts Club Band van The Beatles. Ook de muziekkritiek was eensgezind negatief. Ondanks dat, werd het album in de VS al goud op de dag van de uitgave en bracht alleen al in de VS binnen de eerste tien dagen 2 miljoen dollar op. Het nummer '2000 Light Years from Home' schreef Richards in de gevangenis, als de afstand van zijn cel naar huis. Het album bevat ook een compositie van Wyman, het door hemzelf gezongen 'In Another Land'. Het nummer '2000 Man' werd in 1979 door de Amerikaanse glamrockband Kiss gecoverd op hun album Dynasty. Een andere band die door dit Stonesalbum werd geïnspireerd, is de Amerikaanse neopsychedelische rockband The Brian Jonestown Massacre, die als eerbetoon aan deze plaat hun eigen tweede album uit 1996 Their Satanic Majesties' Second Request noemde.
Eerder in 1967 was het eveneens psychedelisch getinte album Between the Buttons verschenen, met in de Amerikaanse versie de hits 'Ruby Tuesday' en 'Let's Spend the Night Together'. 'Ruby Tuesday' werd in 1970 door Melanie gecoverd en werd een hit voor haar. Het nummer 'Connection' van het album heeft Richards gebruikt op een solotournee met de X-Pensive Winos in 1989.
De lentetournee door Europa in 1967 werd gekenmerkt door vele relletjes en werd door Bill Wyman omschreven als de wildste Stonestournee ooit.

### Beggars Banquet(1968)
Beggars Banquet betekende weer een radicale breuk met de vorige twee albums. De Summer of Love was voorbij, er waren studentenprotesten, de Sovjet-Unie onderdrukte de Praagse Lente en de Vietnamoorlog sleepte zich voort. Het vond zijn neerslag in de nummers als 'Sympathy for the Devil' en 'Street Fighting Man'. Het album werd opgenomen in de eerste helft van 1968, en werd uitgebracht in december. Voor de productie werd een beroep gedaan op de Amerikaan Jimmy Miller, die eerder dat jaar de single 'Jumpin' Jack Flash' produceerde. De inbreng van Jones op het album was minimaal, alleen op 'No Expectations' is hij met zijn slidegitaar nadrukkelijk aanwezig. Richards gebruikte in die periode voor het eerst de open G stemming op zijn gitaar, waarbij de losse snaren een majeurakkoord vormen, een techniek die Richards van Ry Cooder overgenomen had. Naast 'No Expectations' bevatte het album veel andere nummers met country en folk-invloeden, 'Prodigal Son','Dear Doctor', 'Parachute Woman' en 'Jig-Saw Puzzle'.De studio-opnames van 'Sympathy for the Devil' zijn gefilmd door Jean-Luc Godard voor zijn film One Plus One.
Als hoes voor het album kozen de Stones voor een foto van een smerig toilet, met Graffiti, zoals een ban-de-bom teken en teksten als 'Bob Dylans Dream'. De directie van Decca ging hiermee niet akkoord, waarna gekozen werd voor een geheel witte hoes met alleen de naam van de band en de titel en onderin de tekst 'RSVP' (répondez s'il vous plaît'), een uitnodiging voor het banket. Vanaf 1984 werd het originele ontwerp alsnog gebruikt.
Ondanks dat Beggars Banquet geen nummer 1-album werd, wordt het tot op de dag van vandaag gezien als een van de beste rockalbums van de jaren zestig.

### Ontslag en dood van Brian Jones (1969)
Op 8 juni 1969 gingen Brian Jones en de Stones uit elkaar. In Jones' verklaring vanwege een andere visie op de muzikale richting, maar volgens de andere Stones was het een ontslag vanwege zijn geringe muzikale inbreng en het feit dat Jones geen visum kon krijgen voor de aanstaande tournee door de VS. Mick Taylor werd aangetrokken als zijn vervanger. Jones werd in de vroege ochtend van 3 juli dood gevonden op de bodem van zijn zwembad. Over zijn dood zijn meerdere boeken geschreven, in 2006 werd over zijn dood en de weken die eraan voorafgingen een film gemaakt: Stoned.
Ter introductie van de nieuwe gitarist zou door de Stones een gratis concert in Hyde Park in Londen worden gegeven, het werd echter een concert ter nagedachtenis van Jones. Jagger begon met het voorlezen van een fragment uit het gedicht Adonaïs van Percy Bysshe Shelley, een treurzang over de dood van zijn vriend John Keats. Ze lieten duizenden vlinders los ter nagedachtenis aan Jones voordat ze hun set openden met "I'm Yours and I'm Hers", een nummer van Johnny Winter. Het concert, werd bijgwoond door naar schatting 250.000 fans. Een productieteam van Granada Television filmde het optreden, dat op de Britse televisie werd uitgezonden als The Stones in the Park.
Op de begrafenis van Jones waren van de Stones alleen Watts en Wyman aanwezig. Jones werd de voorganger van de 27 club, een illuster groepje rocksterren die op 27-jarige leeftijd overleden.

### Let It Bleed(1969)
Aan het eind van de grote stadiontournee door de VS in 1969 werd Let It Bleed uitgebracht. Dit achtste album was geheel in lijn met zijn voorganger, grotendeels dezelfde thematiek, opgenomen toen Brian Jones nog officieel bij de Stones zat, maar met minimale inbreng. Het album begint met 'Gimme Shelter' en eindigt met 'You Can't Always Get What You Want', de Summer of Love is definitief voorbij. 'Gimmy Shelter' heeft een prominente zangpartij van Merry Clayton, op 'You Can't Always Get What You Want' is de zang aangevuld met een achergrondkoor, bestaand uit het London Bach Choir en een trio van de zangeressen Madeline Bell, Doris Troy en Nanette Workman. De orgelpartij wordt gespeeld door Al Kooper, een Amerikaanse gitarist, die roem verworven had met zijn orgelriff op Bob Dylans 'Like a Rolling Stone'.
Op 'Midnight Rambler' en 'You Got the Silver' is Brian Jones nog te horen, op de nummers 'Country Honk' en 'Live With Me' speelt nieuwe gitarist Mick Taylor mee. 'Country Honk' is een nummer dat zijn vorm kreeg onder invloed van Gram Parsons, met wie Richards in die periode veel optrok, en met wie hij veel drugs gebruikte (Gram Parsons zou daaraan overlijden). Gram Parsons vond dat het nummer een fiddler nodig had, die ze vonden in de persoon van Byron Berline. Ry Cooder, in aanmerking genomen als vervanger van Brian Jones, speelde op 'Love in Vain' mee op mandoline.

Het jaar 1969 werd afgesloten – in navolging van Woodstock – met een gratis concert in Californië in Livermore op de Altamont racebaan. Er kwamen 300.000 mensen op af, maar het optreden eindigde in een drama met de dood van Meredith Hunter. 

### Sticky Fingers(1971)
De jaren zeventig begonnen met het in 1970 uitgebrachte livealbum Get Yer Ya-Ya's Out!, nog opgenomen in de jaren zestig tijdens de Stonestournee van 1969 door de VS. Dit album wordt nog altijd als het beste officiële livealbum van de Stones beschouwd en is tevens het laatste album dat de Stones voor Decca uitbrachten.
Sticky Fingers kwam uit op 23 april 1971, maar de opnames ervoor begonnen al in 1969, en namen een grotere tijdsspanne in beslag door Mick Jaggers plannen voor een filmcarrière. Na zijn rol in Performance speelde hij de hoofdrol in de Australische cowboyfilm Ned Kelly, een vogelvrij verklaarde bushranger.
Sticky Fingers is het eerste album met het bekende Rolling Stones Records-logo van de uitgestoken tong, getekend door graficus Shepard Fairey en geïnspireerd door de tong van de hindoegodin Kali.
De hoes, een spijkerbroek met rits, was een ontwerp van Andy Warhol. Het album kwam uit op het label Rolling Stones Records, dat de Stones waren gestart met behulp van Ahmet Ertegün, de oprichter van het Atlantic Records, dat later onderdeel werd van de Warner Music Group. Marshall Chess, de zoon van de oprichter van Chess Records kreeg de leiding van het label, en Atlantic ging de distributie verzorgen.
Omdat de Amerikaanse vakbonden geen toestemming gaven voor studiosessies, werd een aantal opnames in het geheim gemaakt in de Muscle Shoals Sound Studios, een studio in de buurt van Florence, Alabama, opgericht door de Swampers. Opgenomen werden 'You Gotta Move', 'Brown Sugar' en 'Wild Horses'. Swamperslid Jimmy Johnson fungeerde als technicus en Jim Dickinson speelde piano op 'Wild Horses'. Ian Stewart speelde de pianopartij niet , omdat hij in niet in mineurakkoorden wilde spelen. Andere opnames voor het album werden gemaakt in de Rolling Stones Mobile Studio, die de Stones hadden laten bouwen, en die gestationeerd werd bij Mick Jaggers landhuis 'Stargroves' in Hampshire.
Sticky Fingers bereikte op veel albumcharts een 1e plaats.'Brown Sugar' werd op single een grote hit. Andere bekende nummers zijn 'Dead Flowers' en 'Bitch'.
De Stones braken in 1970 niet alleen met Decca, ook het contract met Allan Klein werd verbroken. De Amerikaan bleek jarenlang geen belastingbetalingen voor de Stones geregeld te hebben, hetgeen resulteerde in enorme belastingschulden. Ook de muziekrechten van de composities uit de Decca-tijd bleek hij zich toegeëigend te hebben. De Stones vroegen bankier Rupert Loewenstein voortaan hun financiële zaken te regelen. Om fiscale reden verhuisden de Stones naar Frankrijk, waar Keith Richard het landhuis 'Nellcôte' huurde in Villefranche-sur-Mer nabij Nice. De Rolling Stones Mobile Studio werd naar de villa verhuisd.
Ter behartiging van hun zakelijke belangen werden door Loewenstein op naam van de Stones een aantal bv's opgericht. Om belastingtechnische reden werden deze in Nederland gevestigd. Onder de paraplunaam Promogroup BV vallen o.a. Promopub BV en Promotone BV voor het maken en uitbrengen van geluidsopnamen, Musidor BV houdt de trademarks (zoals het bekende tongue&lip-logo en het merk “the Rolling Stones”) en de portretrechten van de bandleden.

### Exile on Main St.(1972)
Exile on Main St. werd voornamelijk opgenomen in de mobiele studio en in de kelders van het landhuis in Villefranche-sur-Mer. Main Street was de koosnaam, die de Stones hadden voor de Franse Rivièra. De geluidskwaliteit in de kelders was slecht, er moest vaak heropgenomen worden, en de uiteindelijke versie werd geremixt en gemasterd in de Sunset Studios in Los Angeles.
Exile on Main St. werd een dubbelalbum en bevatte geen potentiële nummer 1-hits, waardoor het album in die jaren als minder werd beoordeeld. Later zouden critici het echter als een van de beste Stones albums beschouwen.
De mooiste staalkaart van de band, die begon met het naspelen van oude blues en op het toppunt van zijn roem uitwaaierde naar andere klassieke Amerikaanse genres.— Bertram Mouritz en Pieter Steinz in popmagazine Heaven
Bekende nummers werden wel 'Tumbling Dice', 'Happy' (gezongen door Keith Richards) en 'Sweet Verginia', dat met drie andere nummers een hele akoestische country-kant van het album vormde.
Het album stond in 2003 en 2012 op de zevende plaats in een door het muziekblad Rolling Stone samengestelde lijst van de vijfhonderd beste albums aller tijden
Het livealbum Stripped (1995) bevat vooral nummers van dit album.

### Vertrek uit Frankrijk (1972)
Tijdens de opnames voor Exile on Main St. kreeg de Franse politie het vermoeden, dat Keith Richards en zijn vriendin Anita Pallenberg in hun eigen villa in heroïne handelden. Zij werden nog niet gearresteerd, maar moesten wel het land verlaten. Het betekende dat er gezocht moest worden naar een nieuwe opnamelocatie. Ahmet Ertegun adviseerde de Dynamic Sound Studio in Kingston, de hoofdstad van Jamaica. Goats Head Soup werd er eind 1972 gedeeltelijk opgenomen. De sesies werden onderbroken door de dagvaarding van Keith Richards in Nice, waar hij verooreeld werd tot een afkickbehandeling. Mick Jagger onderbrak de sessies na de aardbeving in Nicaragua, het geboorteland van zijn vrouw Bianca Jagger-Pérez-Mora Macias. Goats Head Soup werd afgemaakt in Londen, in de Island Studios en de Olympic Sound Studios.
Het album bevat een protestsong, 'Doo doo doo doo doo (Heartbreaker)', over het geweld, dat de Amerikaanse politie gebruikt, de ballad 'Angie' en meerdere typische Stones-rockers, waaronder het omstreden 'Star Star', ook wel bekend als 'Starfucker'.

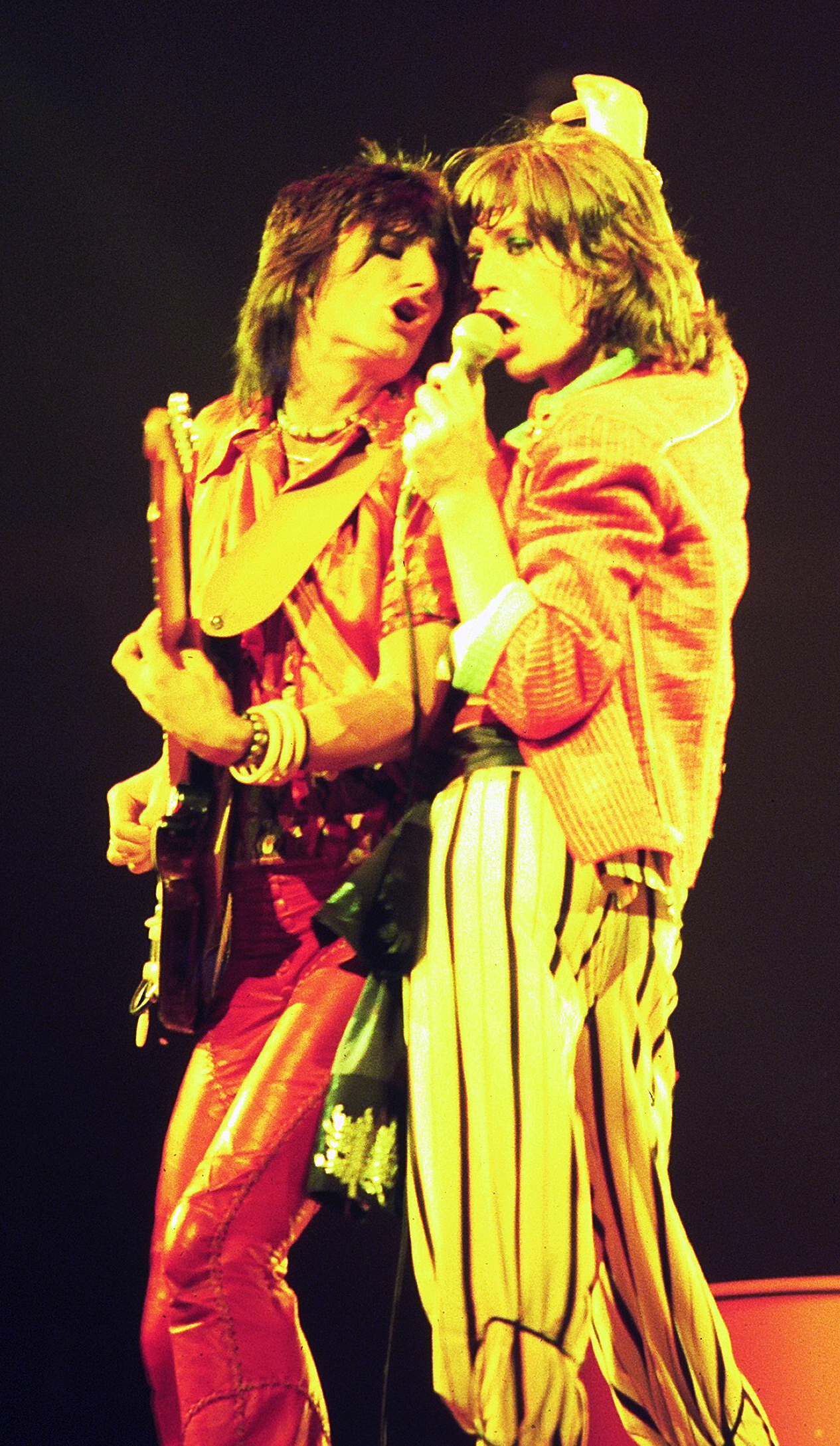
Mick Jagger en Ron Wood in 1975

It's Only Rock 'n Roll werd eind 1973 begin 1974 opgenomen, voornamelijk in de Musicland Studios in München, de hoofdstad van de Duitse deelstaat Beieren. Het album wordt beschouwd als het einde van een Rolling Stone-tijdperk. De heroïneverslaving beperkte zich niet tot Keith Richards, ook vele vaste medewerkers en sessiemuzikanten leden er onder. Het resulteerde in het (zelfgenomen) ontslag van Mick Taylor, het ontslag van producer Jimmy Miller, geluidstechnicus Andy Johns en saxofonist Bobby Keys.
Taylor keek al ruim een jaar uit naar een nieuwe tournee toen in oktober 1974 tijdens een bijeenkomst in Zwitserland werd besloten dat dit – vanwege de drugsverslaving van Keith Richards – voorlopig uitgesloten was. Afgezien van zijn fragiele conditie waren er problemen met het verkrijgen van verschillende visa voor Richards, vanwege diens veroordelingen voor drugsbezit. Aangeslagen door dit nieuws, verliet Taylor de bijeenkomst voortijdig. Hij was met name teleurgesteld doordat de tournee hem steeds in het vooruitzicht was gesteld tijdens de bijzonder moeizaam verlopen studiosessies. Twee maanden later bezocht hij een feest ter gelegenheid van de verjaardag van Eric Clapton, waar Mick Jagger ook aanwezig was. Die avond gaf hij aan Mick Jagger te kennen dat hij besloot de band te verlaten.
De productie van It's Only Rock 'n Roll kwam op naam van de Glimmer Twins, een bijnaam voor het duo Jagger/Richards, maar dit album is vrijwel alleen door Mick Jagger tot stand gekomen. Nieuwe medemuzikanten waren Ron Wood, Billy Preston en Ray Cooper.

### Black and Blue(1976)

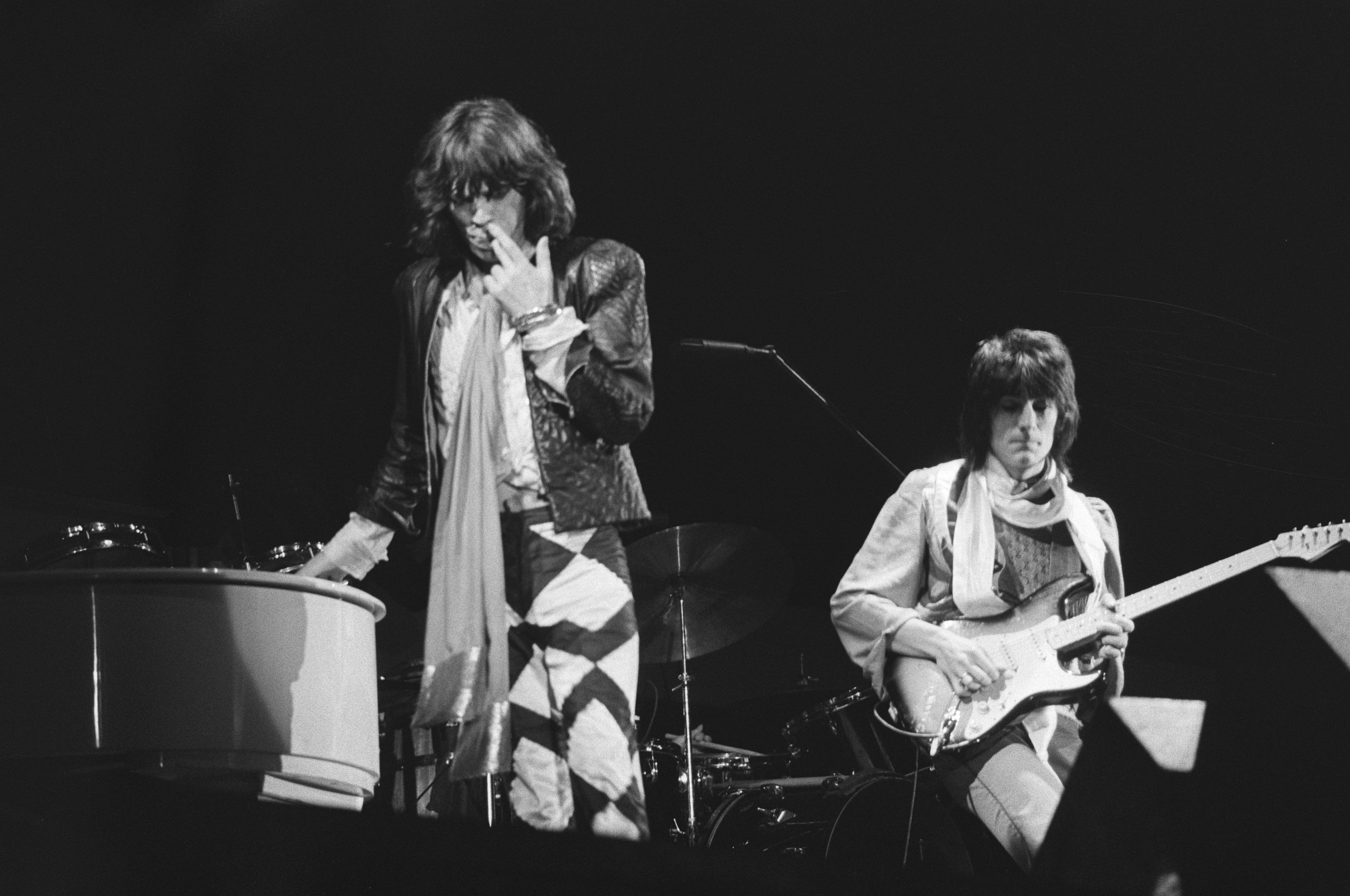
The Stones in het Zuiderpark in Den Haag (1976)

Als vervanger voor Taylor werden vele gitaristen genoemd, onder wie Steve Marriott van Humble Pie, Jeff Beck, Eric Clapton, Ron Wood, Harvey Mandel en Wayne Perkins. Harvey Mandel was de oud-gitarist van Canned Heat, die enige tijd bij John Mayall had gespeeld. Wayne Perkins werd voorgedragen door Eric Clapton, Perkins was bekend door zijn werk met Bob Marley en Joni Mitchell. Bij de opnames voor het nieuwe album Black and Blue in Rotterdam in De Doelen en in München, speelden zowel Wood, Perkins als Mandel mee als vervanger voor Taylor.
Als vaste gitarist ging de voorkeur uit naar Wood, omdat hij een Brit was en Mandel en Perkins Amerikanen. Richards had ook een voorkeur voor Marriott, maar Wood werd uiteindelijk onder druk van Jagger gekozen als de nieuwe gitarist. Wood ging mee op de Amerikaanse tournee. Hij werd echter pas op 18 december officieel lid van de Rolling Stones, toen hij de Faces verliet.
De definitieve versie van Black and Blue kwam tot stand in de Mountain Studios in Montreux, het latere Queen-museum. Van het album werd één single getrokken, 'Fool to Cry' met als B-kant het funky 'Hot Stuff', in het Verenigd Koninkrijk gekoppeld aan 'Crazy Mama'. 'Melody' is geschreven in samenwerking met Billy Preston, die er onterecht geen credits voor kreeg. In de zomer van 1976 stonden The Rolling Stones wekenlang tegelijk, en elkaar afwisselend, op nummer 1 en 2 in Nederland met Black and Blue en het compilatiealbum Stones Story. Ook kwamen zij tijdens hun tournee dat jaar weer naar Den Haag en traden 29 en 30 mei op in het ADO Zuiderparkstadion.

### Some Girls(1978)
Richards werd in 1978 zowel in Engeland als in Canada aangeklaagd voor de handel, de invoer en het in bezit hebben van heroïne. In Toronto werd hij veroordeeld tot een afkickbehandeling en het geven van een benefietconcert voor blinden, dat daadwerkelijk plaatsvond op 22 april 1979. Het was een concert gegeven door de "New Barbarians", door Richards en Wood hiervoor eenmalig opgericht.
Eind jaren zeventig was de opkomst van nieuwe muziekstijlen, disco en punk. Punkgroep The Clash zongen 'No Elvis, Beatles or the Rolling Stones'. De toekomst van de Stones werd onzeker. In 1977 werden de contracten van de Stones met Atlantic Records in de VS en het Britse EMI verlengd. Om de jaren zeventig af te sluiten werd het album Some Girls uitgebracht. Some Girls bevat een veelheid aan stijlen, disco met 'Miss You', hardrock met 'Respectable' en 'Before They Make Me Run', punk met 'When the Whip Comes Down' en een countrynummer 'Far Away Eyes'. Het album werd opgenomen in de Pathé Marconi EMI Studio nabij Parijs. Er werd in de studio geen gebruik gemaakt van sessiemusici, wel in de overdub, zoals Sugar Blue op 'Miss You'.
Some Girls bereikte vrijwel overal een toppositie in de albumcharts, het is nog steeds het bestverkochte Stones-studioalbum ooit, 'Miss You' werd in meerdere landen een nummer 1 in de singlehitlijsten. Voor de hoes van het album werd gebruik gemaakt van reclameafbeeldingen van het cosmeticamerk Valmor, op de binnenhoes stonden portretten van beroemde filmsterren. Betrokkenen dreigden met rechtszaken, waarna de hoes aangepast werd.

### Emotional Rescue(1980)
Begin jaren tachtig kickte Richards na vele eerdere pogingen definitief af van de drugs, en kon hij zich weer op muziek gaan richten, zij het dat Jagger en Richards verschillende richtingen op wilden. Jagger was geïnteresseerd in disco en funk, terwijl Richards zich meer op de ballad richtte. Op het album Emotional Rescue staan de hits 'She's so Cold' en 'Emotional Rescue'. Ook begonnen de Stones nu echte videoclips te maken in plaats van de gebruikelijke liveopnames.

### Tattoo You(1981)

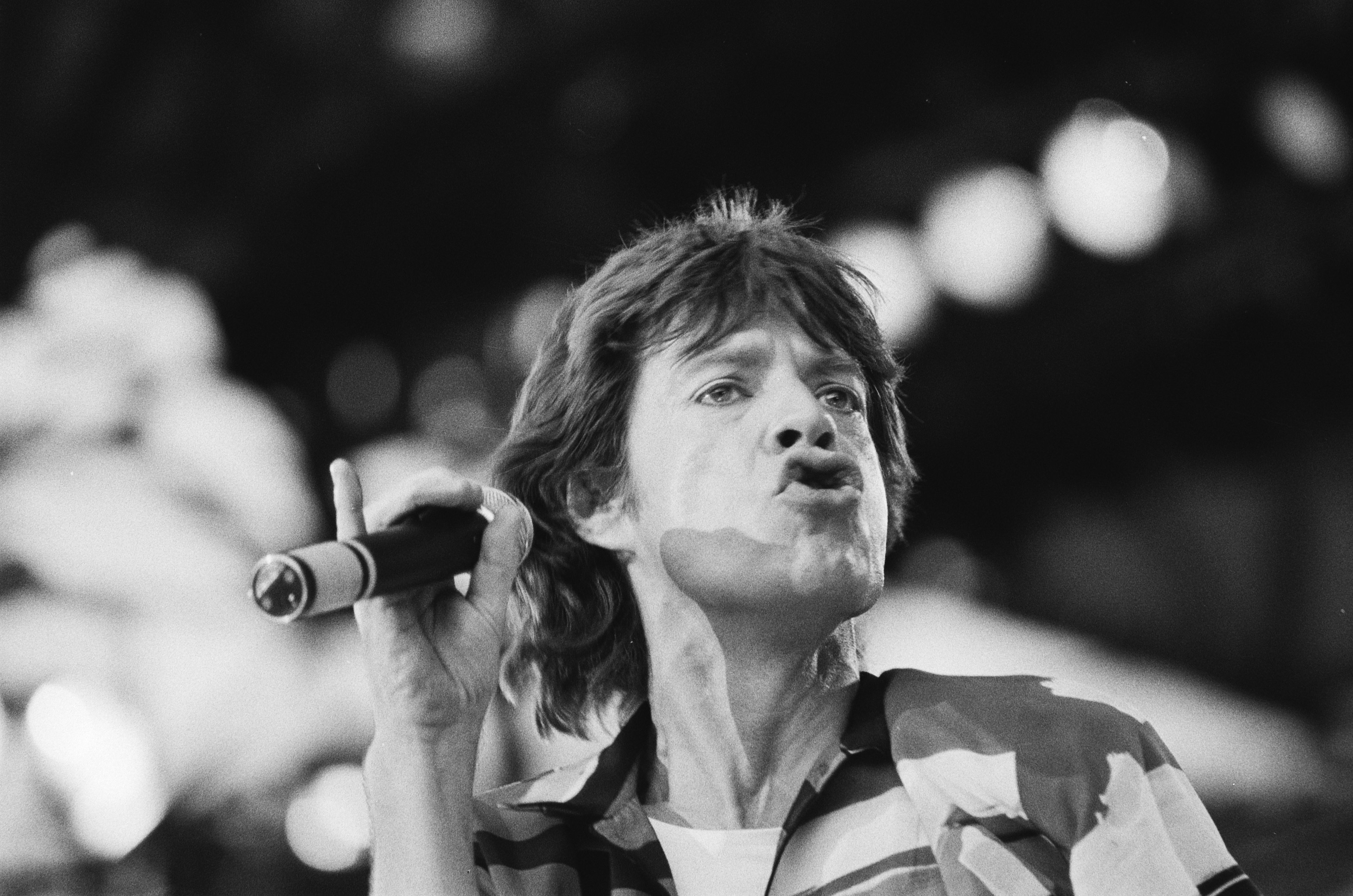
Jagger in De Kuip in Rotterdam (1982)

In 1981 kwam Tattoo You uit. Het bevat de hits 'Start Me Up' en 'Waiting on a Friend'. De opnames voor het album verliepen problematisch, Jagger en Richards wilden elkaar niet zien en werkten er gescheiden aan. Producer Chris Kimsey baseerde het album op oude nummers, die al in de periode van Some Girls en Goats Head Soup opgenomen waren, maar toen niet goed genoeg gevonden werden. De ruzies tussen Jagger en Richards escaleerden verder, want Jagger heeft het album deze naam gegeven zonder Keith te informeren. Het had eigenlijk gewoon Tattoo moeten heten. Tattoo You is na Some Girls het bestverkochte studioalbum van de Stones.
'Start Me Up' werd door Microsoft gebruikt in de radio- en tvreclame voor Windows 95, waar de startknop werd geïntroduceerd.

### Undercover(1983)
In 1983 kwam Undercover uit, een album met meer aandacht voor de videoclips dan voor de muziek. Chuck Leavell is hier voor het eerst als toetsenist te horen. De single 'Undercover of the Night' werd een bescheiden hit.

### 1984-1990
In 1984 tekenden The Rolling Stones onder leiding van Jagger een nieuw platencontract, voor het brengen van twee albums. Hij vertelde Keith niet dat hij ook een solocontract voor drie albums had getekend. Jagger dacht dat hij met een solocarrière meer kon verdienen, of hij streefde naar dezelfde roem als David Bowie en Michael Jackson. Keith werd hier boos over en ging ook aan andere projecten werken. Zo speelde hij samen met Chuck Berry en Aretha Franklin. Op de uitnodiging voor Live Aid reageerden de Stones niet eens. Toen Jagger, wiens albums She's the Boss en Primitive Cool sterk tegenvielen, echter een spectaculair optreden regelde op Live Aid met Tina Turner en Hall & Oates, traden Keith Richards en Ron Wood daar ook op, samen met Bob Dylan.
De Stones kwamen weer bij elkaar voor het album Dirty Work (1986), maar Jagger en Richards hadden nog steeds ruzie en schreven de meeste nummers afzonderlijk. Er wordt wel beweerd dat deze ruzie nooit meer echt is bijgelegd, en dat het oude Stonesgeluid hierdoor niet meer is bereikt. Het album bevatte wel de hit (cover) Harlem Shuffle. Ook One Hit (to the body) werd een kleine hit. Op de cd-versie is aan het eind een pianofragment opgenomen ter nagedachtenis aan Ian Stewart, die op 12 december 1985 overleed.

### Vertrek Bill Wyman (1991)
Bill Wyman was het ondertussen zat bij de Stones en besloot te vertrekken. Hoewel hij dit besluit al in 1988 had genomen, kondigde hij zijn vertrek pas aan op 19 november 1991, toen hij weigerde zijn handtekening te zetten onder een nieuw platencontract. Het vertrek van Wyman werd eerst geheim gehouden, tot het uiteindelijk pas in januari 1993 officieel werd. Het laatste studioalbum waarop hij meespeelde is Steel Wheels (1989), met de hit 'Mixed Emotions', die in Amerika op nummer 5 belandde. Vooral de twee tournees na dit album, de Steel Wheels Tour (1989-1990) en de Urban Jungle Tour (1991), waren succesvol en vernieuwend (zogenaamde arenaconcerten).
Wyman werd vervangen door Darryl Jones, die echter nooit officieel lid van de Stones is geworden. Daryll Jones verving Wyman zowel op tournee als in de studio.

### Voodoo Lounge(1994)
Met Darryl Jones werd een nieuw album opgenomen, Voodoo Lounge. Het werd een succes, en bereikte de nummer 1-positie in de albumlijsten, met de hits 'Love is Strong' en 'You got me Rocking'.

### Stripped(1995)
Stripped is geen nieuw studioalbum, maar ook geen nieuw livealbum, maar een album in de geest van Eric Claptons Unplugged. De opnames vonden plaats in kleinere concertzalen zoals Paradiso in Amsterdam en Olympia in Parijs, en in studio's in Tokio en Lissabon waar live gespeeld werd. De zwart-witfoto op de hoes en de foto's in het cd-boekje zijn van Anton Corbijn.

### 1997 tot 2012

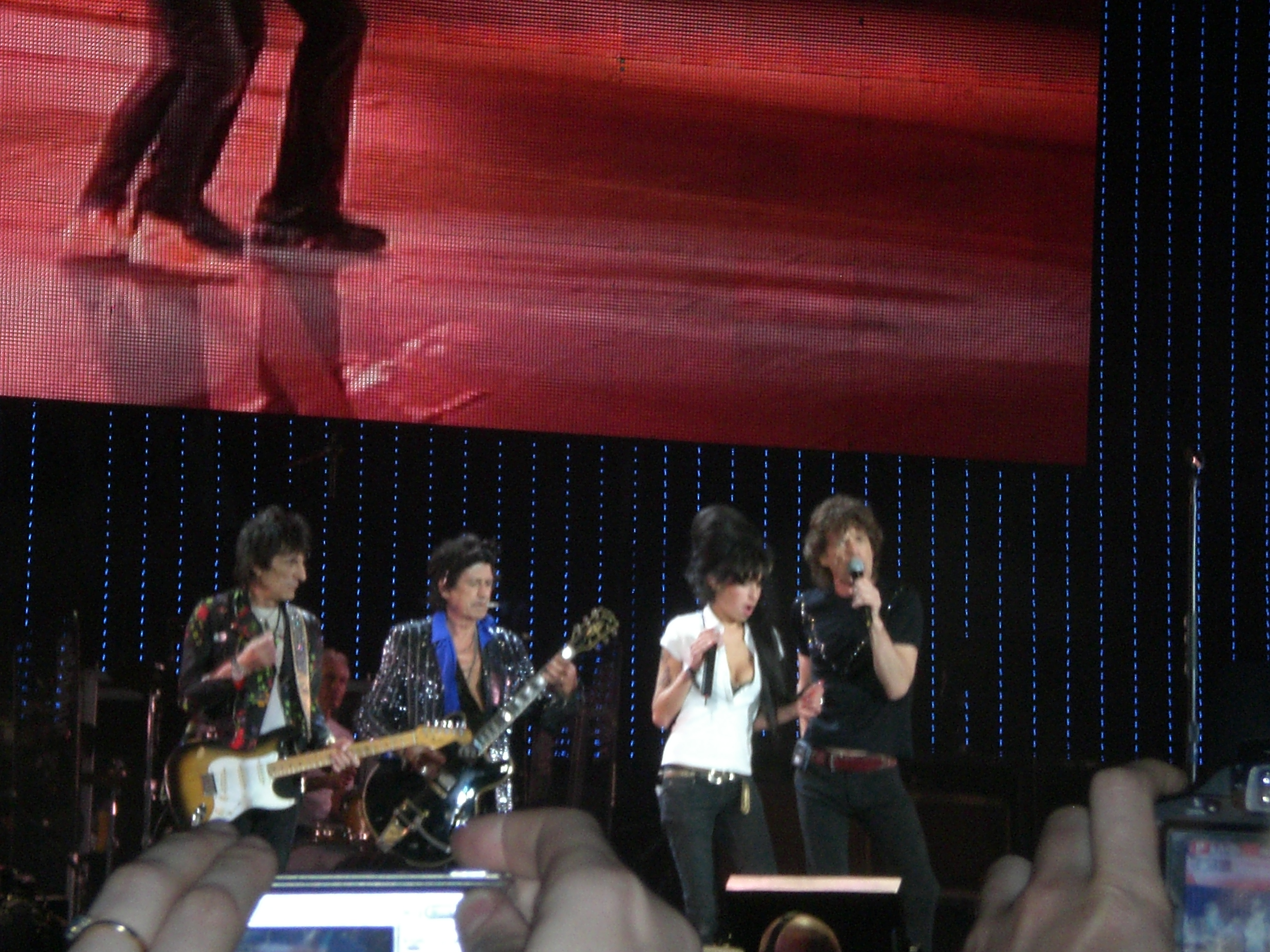
The Rolling Stones live met Amy Winehouse in 2007

Ook de opvolger Bridges to Babylon (1997) werd een succes. Met 'Anybody seen my Baby' hadden de Stones na lange tijd weer een echt grote hit. Ook 'Flip the Switch', 'Saint of Me' en 'Out of Control' waren succesvol.
In 2002 werd er een compilatiealbum uitgebracht genaamd Forty Licks. Het bevat de meeste hits van de Stones en er staan ook nog een aantal nieuwe nummers op. 'Don't Stop' werd een hit. Ook hierop volgde een succesvolle tournee, de Licks Tour 2002, die de Stones onder andere door Nederland voerde.
In 2006 werd er een nieuw studioalbum uitgebracht: A Bigger Bang. De bijbehorende tournee was de langste (2005-2007) en lucratiefste van de Stones ooit. Ze reisden door Europa, Azië en de Verenigde Staten. In 2006 werd er ook nog een gratis concert op het strand van Copacabana in Rio de Janeiro gegeven, waarbij naar schatting tussen de anderhalf en twee miljoen toeschouwers aanwezig waren.
In 2008 brachten de Stones in samenwerking met Martin Scorsese een bioscoopfilm uit, Shine a Light. Deze film bevat een concert uit 2006 met gastoptredens van Buddy Guy, Jack White (van The White Stripes) en Christina Aguilera, en enkele oude interviews.
Begin 2008 kwam er een eind aan het zestienjarige platencontract dat de Stones hadden met EMI en Virgin. Zij sloten een nieuw contract met Universal met op 1 april 2008 als eerste uitgave de soundtrack van Shine a Light.
In mei, juni en juli 2009 verschenen heruitgaven van alle studioalbums vanaf 1971 tot en met 2005, op een label van Universal Music, Polydor. Ook werd er voor de fans een boxset ontworpen waarin alle 14 cd's bewaard kunnen worden. Het album Exile On Main Street uit 1972 verscheen in 2010 opnieuw in verschillende versies en werd tevens aangevuld met tien niet eerder uitgebrachte nummers uit die periode. Het album stond voor het eerst sinds 38 jaar weer op nummer 1 in verschillende albumlijsten over de hele wereld. Een van de "nieuwe" nummers van Exile is 'Plundered My Soul'.
Vanaf begin 2009 speculeerden fans en media er weer wild op los en werd beweerd dat de Stones eind 2011 weer op tournee zouden gaan met een nieuw studioalbum. In januari 2010 werden de geruchten officieel ontkracht. Op 2 september 2009 doken er op een Australische muzieksite geruchten op over het vertrek van Charlie Watts uit de band. Ook deze geruchten werden door de band ontkend.
Op 25 juli 2010 (de dag voor de 67e verjaardag van Mick Jagger) stonden er in The Sun opnieuw geruchten dat de band zou hebben aangekondigd in 2012 te stoppen, 50 jaar na de oprichting. De geruchten werden wereldwijd overgenomen. Volgens "bronnen" zou deze beslissing zijn genomen omdat de Stones beseften dat ze een dagje ouder werden. Bovendien zouden ze een punt achter hun carrière willen zetten "op hun hoogtepunt". De band zou nog een afscheidstournee geven. Officieel heeft de band niet gereageerd, maar in een interview in De Volkskrant van 24 september 2010 ontkende Ron Wood het gerucht. Hij betwijfelde zelfs of de bandleden weleens zouden stoppen.
In het vroege voorjaar van 2011 leverden de Stones een bijdrage aan het album Boogie4Stu van pianist Ben Waters, dat een hommage aan Ian Stewart is. Ze namen samen met Bill Wyman en nog enkele andere musici, zij het op verschillende locaties (Engeland, de VS en Frankrijk), een cover van Bob Dylans 'Watching the River Flow' op. Het album kwam medio april 2011 uit.
Eind 2011 werd het succesalbum Some Girls uit 1978 opnieuw uitgebracht, aangevuld met twaalf niet eerder uitgebrachte nummers uit diezelfde periode. 'No Spare Parts' werd geselecteerd als single. Vrijwel gelijktijdig verscheen een dvd met een uniek optreden uit 1978 van de band in het Amerikaanse Ft. Worth TX. Op de dvd staan ook in 2011 opgenomen interviews met Mick Jagger en Bill Wyman.

### 50 jaar Stones (2012)
In 2002 was reeds het compilatielbum Forty Licks uitgebracht, in 2012 volgde een nog uitgebreidere versie onder de naam GRRR! met een vijftig tot zeventigtal oude nummers en twee nieuwe in Frankrijk opgenomen nummers.

### Blue & Lonesome(2016)
In 2016 brachten de Stones het album Blue & Lonesome uit, met covers van oudere bluesnummers.
De Stones hadden te weinig eigen materiaal liggen voor een nieuw album en kozen voor nog weinig bekende nummers van bluesartiesten als Howlin' Wolf, Little Walter en Jimmy Reed. Binnen drie dagen werden 12 nummers opgenomen in de "Grove Studios" van Mark Knopfler. Het album was een terugkeer naar de oude Stones uit de begintijd.

### 2017 tot 2021
Op 30 september 2017 stonden The Rolling Stones met hun No Filter Tour in de Amsterdam Arena en op 15 oktober stonden ze in het Arnhemse GelreDome.
De band bracht op 23 april 2020 de single 'Living in a Ghost Town' uit via het Duits-Britse platenlabel Polydor. Deze single stond in het teken van de coronacrisis die de hele wereld dat jaar trof, en waardoor vooral tussen maart en mei veel steden uitgestorven waren en dus in spooksteden veranderden. In de clip van het nummer is dit duidelijk te zien.
'The Rolling Stones – Unzipped' was de eerste internationale tentoonstelling ooit over de band. Na Londen, de Verenigde Staten en Azië ging de tentoonstelling op 19 november 2020 in het Groninger Museum in een vernieuwde vorm in Europa van start. Mick Jagger opende deze Europese start online, i.v.m. het uitbreken van de coronapandemie. De bandleden waren zelf nauw betrokken bij de expositie, waar meer dan 400 originele voorwerpen te zien waren. Auke de Boer speelde op het carillon van de Martinitoren een medley van 'Paint It Black', 'Angie' en 'Ruby Tuesday'.
Na een aantal weken moest de tentoonstelling door de coronacrisis worden stopgezet. In juni 2023 werd deze opnieuw opgezet in hetzelfde museum in Groningen.
Op 24 augustus 2021 overleed Watts op 80-jarige leeftijd in een Londens ziekenhuis. Op tournee werd Steve Jordan zijn vervanger. Jordan had al eerder meegespeeld op Dirty Work. Ook had hij met Keith Richards meegespeeld op de titelsong van de gelijknamige Whoopi Goldberg-film Jumpin' Jack Flash (1986).

### 60 jaar Stones (2022)
Ter gelegenheid van de 60e verjaardag van de Stones, vroeg het muziekblad Lust for Life zijn lezers naar hun drie favoriete songs. Het resulteerde in een Top 60 met 'Gimme Shelter' op 1, gevolgd door 'Sympathy for the Devil' en 'Angie'.
Op 13 juni 2022 zouden de Stones een optreden in de Johan Cruijff ArenA geven. Dit optreden werd echter op het laatste moment verzet naar 7 juli, omdat Jagger slechts enkele uren voordat het zou beginnen positief testte op COVID-19. Een optreden van de Stones dat voor 17 juni stond gepland in Bern, werd vanwege Jaggers besmetting eveneens afgezegd.
Theaterproducent Boudewijn Koops maakte in november 2022 zijn regiedebuut met de voorstelling "Sympathy for the devil", een interdisciplinaire voorstelling over Marianne Faithfull en Anita Pallenberg en The Rolling Stones, de eerste productie van Zwolse Theaters, de band Stones Sessions, met in de hoofdrollen Pip Lieke Lucas en Eva van der Post.

### Hackney Diamonds
In 2023 werd het album Hackney Diamonds uitgebracht. In Nederland ging het album vanaf 20 oktober in de verkoop.

## Hommages
Er zijn enkele musea aan de band gewijd, zoals het Stones Fan Museum in het Duitse Lüchow en The Rolling Stones Museum in het Sloveense Portorož. In Lüchow bevindt zich ook een wandschildering over The Rolling Stones.
Een familie van uitgestorven steenvliegen is vernoemd naar de The Rolling Stones. De wetenschappelijke naam van de familie Petroperlidae is afgeleid van de Latijnse woorden 'petra,' dat steen betekent en 'perla', dat verwijst naar het geslacht Perla. Bioloog Arnold H Staniczek, een van de ontdekkers van de steenvliegen, is niet alleen fan van de band, steenvliegen zijn een van de oudste groepen van insecten net zoals de Stones een van de langst bestaande rockbands zijn. De namen van de leden van de band zijn vereeuwigd in de soortaanduidingen;
- Petroperla mickjaggeri → Mick Jagger
- Electroneuria ronwoodi → Ron Wood
- Lapisperla keithrichardsi → Keith Richards
- Largusoperla charliewattsi → Charlie Watts

- Largusoperla brianjonesi → Brian Jones
- Largusoperla micktaylori → Mick Taylor
- Largusoperla billwymani → Bill Wyman

## Leden

### Huidige leden
- Mick Jagger - zang, harmonica (1962-heden)
- Keith Richards - gitaar, achtergrondzang (1962-heden)
- Ron Wood - gitaar, achtergrondzang (1975-heden)

### Voormalige leden
- Brian Jones - gitaar, harmonica, keyboard, fluit. saxofoon, percussie, achtergrondzang (1962-1969; overleden 1969)
- Ian Stewart - piano, orgel, percussie (1962-1963; overleden in 1985)
- Bill Wyman - basgitaar, achtergrondzang (1962-1993)
- Charlie Watts - drums (1963-2021; overleden in 2021)
- Mick Taylor - gitaar, achtergrondzang (1969-1975)

### Chronologische bezetting in tijdvakken
| 1962 | 1963-1969 | 1969-1974 | 1974-1993 | 1993-2021 | 2021-heden                                                                                                   |
| --- | --- | --- | --- | --- | --- |
| - Mick Jagger - zang - Keith Richards – leadgitaar, achtergrondzang - Dick Taylor – basgitaar, achtergrondzang - Ian Stewart - piano - Tony Chapman - drums | - Mick Jagger – zang - Keith Richards – leadgitaar, achtergrondzang - Brian Jones - slaggitaar, achtergrondzang - Bill Wyman – basgitaar, achtergrondzang - Charlie Watts - drums | - Mick Jagger – zang - Keith Richards – leadgitaar, achtergrondzang - Mick Taylor - slaggitaar, achtergrondzang - Bill Wyman – basgitaar, achtergrondzang - Charlie Watts - drums | - Mick Jagger – zang - Keith Richards – leadgitaar, achtergrondzang - Ron Wood - slaggitaar, achtergrondzang - Bill Wyman – basgitaar, achtergrondzang - Charlie Watts - drums | - Mick Jagger – zang - Keith Richards – leadgitaar, achtergrondzang - Ron Wood - slaggitaar, achtergrondzang - Charlie Watts - drums | - Mick Jagger – zang - Keith Richards – leadgitaar, achtergrondzang - Ron Wood - slaggitaar, achtergrondzang |

### Sessiemuzikanten (regelmatig)
- Nicky Hopkins (piano en orgel) van Between the Buttons tot Tattoo You
- Rocky Dijon (percussie) op Beggars Banquet, Let it Bleed, Sticky Fingers
- Jimmy Miller (piano, percussie) op Beggars Banquet, Let it Bleed, Goats Head Soup
- Bobby Keys (saxofoon) op Sticky Fingers, Exile on Main St., Goats Head Soup, Emotional Rescue
- Jim Price (trompet, trombone) op Exile on Main St., Goats Head Soup
- Billy Preston (orgel, piano) op Goats Head Soup, It's Only Rock'n'Roll, Black and Blue, Tattoo You
- Chuck Leavell (keyboards) op Undercover of the Night, Dirty Work, Steels Wheel, Voodoo Lounge, A Bigger Bang, Blue and Lonesome

### Sessiemuzikanten (incidenteel)
- Eric Clapton, slidegitaar op 'Everybody knows about my good thing' op Blue and Lonesome
- Eric Clapton, slaggitaar en leadgitaar op 'I can't quit you baby' op Blue and Lonesome
- Sonny Rollins, saxofoon op 'Slave' op Tattoo You
- John Paul Jones strijkersarrangement op 'She's a Rainbow'
- Dave Mason, mandoline op 'Factory Girl' op Beggars Banquet
- Ric Grech, viool op 'Factory Girl' op Beggars Banquet
- Al Kooper, orgel op 'You Can't Always Get What You Want' op Let It Bleed

### Bandleden tijdens tours
Tegenwoordig
- Chuck Leavell (1982-heden)
- Bernard Fowler (1989-heden)
- Matt Clifford (1989-1990, 2012-heden)
- Darryl Jones (1993-heden)
- Tim Ries (1999-heden)
- Karl Denson (2014-heden)
- Sasha Allen (2016-heden)
- Steve Jordan (2021-heden)

Voormalige bandleden tijdens tours
- Lisa Fischer (1989-2016)
- Mick Taylor (1981; 2012–2014)
- Ian Stewart (1962–1985†)
- Bobby Keys (1969–1973; 1982–2014†)
- Nicky Hopkins (1971-1973; 1978†)
- Billy Preston (1973-1976; 2006†)
- Blondie Chaplin (1997-2007)
- Ry Cooder
- Jimmy Miller†
- Gram Parsons†

## Tournees

### 1963-1965

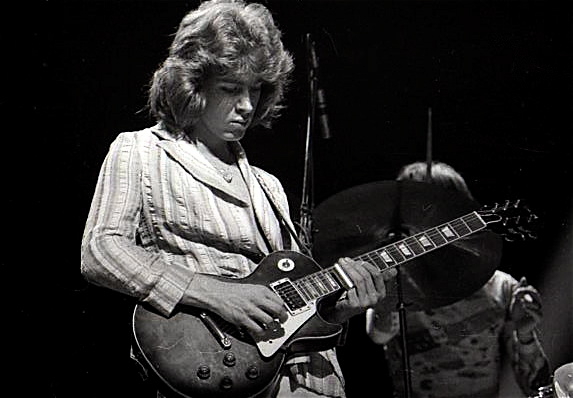
Mick Taylor op gitaar in Madison Square Garden

In het najaar van 1963 tourden de Stones naar het noorden van Engeland. Dit deden ze soms als hoofdact in gezelschap van The Merseybeats en Dave Berry, soms als onderdeel van een tournee met de Everly Brothers, Bo Diddley en Julie Grant. In het voorjaar van 1964 volgde een tweede Britse tournee met 58 concerten, met als repertoire de nummers die op hun eerste lp zouden komen. In juni 1964 vond de eerste (deels mislukte) tournee naar de VS plaats, maar als afsluiting ervan werden wel in de Chess-studio's opnames gemaakt voor het volgend album.
Als onderdeel van de derde Britse tournee in 1964 vond het legendarische optreden op 8 augustus in het Kurhaus in Scheveningen plaats, met in het voorprogramma "Trix and the Paramounts", André van Duin en voordat de Stones kwamen de The Fouryo's. Nederlandse rockbands kende de organisatie nog niet.
In september en oktober 1964 gingen de Stones na 64 shows in het Verenigd Koninkrijk voor de tweede maal naar de VS, ditmaal voor de promotie van het album Twelve by Five. In januari 1965 tourden de Stones door Ierland en direct hierna gaf de band concerten in Australië, Nieuw-Zeeland en Singapore.
In maart 1965 volgde na een Britse tournee een tournee door Scandinavië. In april gaven de Stones drie concerten in het Olympia-theater in Parijs, waar ook hun eerste eigen composities op de setlist kwamen. Een week later vlogen de Stones naar de VS ter promotie van het Amerikaanse album The Rolling Stones, Now!.
In september werd tijdens twee optredens in Dublin (Ierland) en twee in Belfast (Noord-Ierland), een documentairefilm gemaakt onder de naam Charlie Is My Darling. De film is in 1966 eenmalig vertoond, maar niet officieel uitgebracht. In 2012 kwam op basis van de oude beelden een bewerkte versie op dvd uit. In 1965 volgden nog een Duitse tournee, een uitgebreide tournee door Engeland en Schotland en een tournee met 41 concerten in Canada en de VS.

### 1966-1967

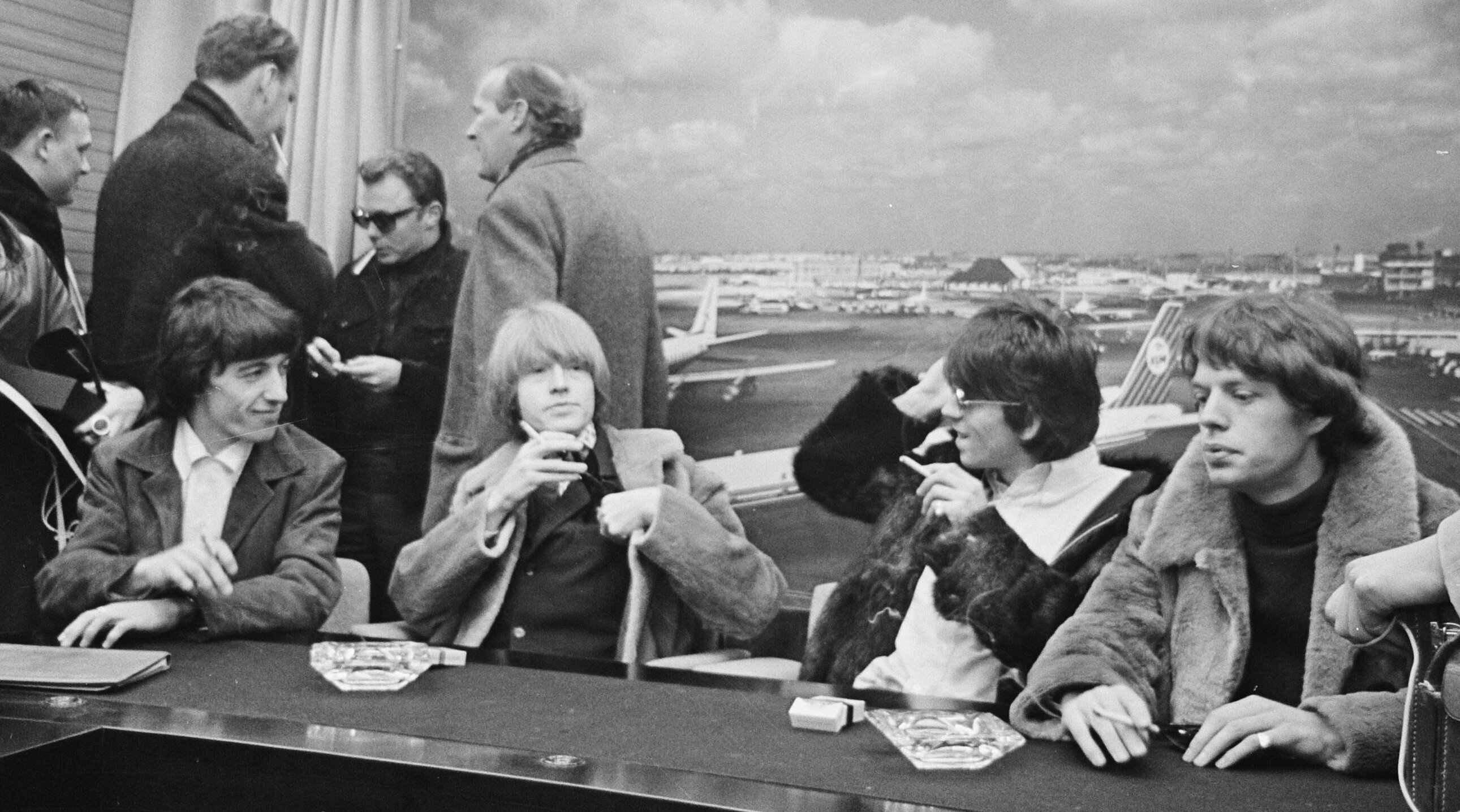
Aankomst van de Rolling Stones op Schiphol (perskamer), 1966

In 1966 tourden de Stones eerst door Australië. Op 26 maart traden zij op in Nederland, in de Brabanthallen in 's-Hertogenbosch, en op 27 maart in het Sportpaleis van Schaarbeek. Op 29 maart gaven ze twee concerten in het Parijse Olympia-theater.
In de zomer volgde de promotietournee voor Aftermath door de VS, met een slotconcert in Honolulu. In september en oktober vond weer een Britse tournee plaats, met als openingsacts onder meer Ike & Tina Turner en The Yardbirds.
In 1967 was er alleen een tournee door het Europese vasteland, met op 15 april het concert in de Houtrusthallen in Den Haag. Ook in Italië, Griekenland en Polen werden concerten gegeven. 1967 was het eerste jaar waarin een driejaarlijkse cyclus van concerten in het Verenigd Koninkrijk, het overige deel van Europa en in de VS werd gevolgd.

### Get Yer Yah-Yah's Out!en Altamont Free Concert (1969)
De tournee van 1969 door de VS werd om twee redenen gedenkwaardig: het livealbum dat opgenomen werd en het extra gratis slotconcert in Altamont, Californië, bekend als het Altamont Free Concert.
In het voorprogramma van de concerten stonden Ike & Tina Turner, B.B. King en Terry Reid. Op sommige concerten werd B.B. Kings plaats overgenomen door Chuck Berry. Van de concerten in Baltimore en Madison Square Garden in New York verscheen het livealbum Get Yer Ya-Ya's Out!. Het werd het eerste livealbum, dat de nummer 1-positie in de Britse albumlijsten bereikte. In 2009, dus 40 jaar later, werd het album heruitgegeven, inclusief opnames van Ike & Tina Turner en B.B. King uit het voorprogramma.
Ter afsluiting van de tournee werd op 6 december een gratis concert op het autocircuit Altamont Speedway gepland, het Altamont Free Concert. Dit concert eindigde echter dramatisch, met de dood van een aantal toeschouwers.

### Europese tournee 1970
De tournee van 1970 was er een vol ongeregeldheden tussen fans en politie. In West-Berlijn werden 50 arrestaties verricht, in Milaan 63. Het slotconcert van de tournee was op 9 oktober in de RAI Amsterdam.

### The Goodbye Britain Tour/UK Tour 1971
De tournee van 1971 was een korte tournee voordat de Stones om belastingtechnische reden naar de Franse Rivièra gingen. Van het concert in Leeds Get Yer Leeds Lungs Out zijn talloze bootlegs verschenen.

### American Tour 1972
De Amerikaanse tournee van 1972 staat bekend als S.T.P. (Stones Touring Party) en had als bijnaam de "Cocaine and Tequila Sunrise-tour". De tournee begon in Vancouver in Canada en eindigde in Madison Square Garden in New York. Als support was er Stevie Wonder, die bij de slotnummers van de Stones meespeelde.

### Pacific en Europese tournee 1973
In de Pacific Tour in 1973 was een bezoek aan Japan gepland, maar de Japanse autoriteiten verleenden de Stones geen toegang tot het land, vanwege hun veroordelingen met betrekking tot drugs. Een optreden in Honolulu ging wel door, met in het voorprogramma ZZ Top.
Tijdens de Europese tournee in het najaar werden 42 concerten gegeven, waaronder twee in Rotterdam Ahoy. In het voorprogramma stond Billy Preston.

### American Tour 1975 en Europese tournee 1976
De Amerikaanse tournee van 1975 startte op 1 juni in Baton Rouge en eindigde op 8 augustus in Orchard Park, een stadje in de staat New York. Het was de eerste tournee waarin Ronnie Wood als vervanger van Mick Taylor optrad. Ollie Brown en Billy Preston werden aan de bezetting toegevoegd. Op twee van de zes concerten in Madison Square Garden werd als toegift 'Sympathy for the Devil' gespeeld, een met een gastbijdrage van Eric Clapton en een met die van Carlos Santana. Op 1 van de 5 concerten in Los Angeles vervulde Jesse Ed Davis die rol.
De Europese tournee van 1976 had dezelfde bezetting als de voorgaande Amerikaanse. De Britse tournee was nu onderdeel geworden van de Europese. In Nederland waren er twee concerten in het Zuiderparkstadion in Den Haag, in Brussel twee in het Vorst Nationaal, een concertzaal met een capaciteit van 8000 toeschouwers. In Leicester was er weer een gastrol van Eric Clapton, nu op gitaar en met leadzang op 'Key to the Highway', en alleen op gitaar op 'Jumpin' Jack Flash' en 'Street Fighting Man'.

### American Tour 1978
In de tournee van 1978 werd alleen de VS bezocht. De vaste sessiemuzikanten waren Ian Stewart en Ian McLagan. Er was geen vast voorprogramma, alleen Etta James en Peter Tosh traden meerdere malen op, Peter Tosh soms samen met Mick Jagger in 'Don't Look Back'. Gastoptreden waren er van Linda Ronstadt, Eddie Money, Doug Kershaw, Bobby Keys en Nicky Hopkins.
De documentaire "Some Girls Live in Texas" werd tijdens het concert in Fort Worth opgenomen. Het livealbum en de dvd werden pas in 2011 uitgebracht.

### American Tour 1981
Na 1978 hadden de Stones enige tijd weinig interesse in nieuwe tournees. Mick Jagger gaf meer prioriteit aan zijn filmcarrière, terwijl Keith Richards kampte met zijn drugsverslaving en samen met Ron Wood werkte aan toekomstplannen met de "New Barbarians". Charley Watts had een alcoholprobleem en Bill Wyman wilde weg bij de Stones.
Nadat Keith Richards na meerdere pogingen afgekickt was van de drugs, werd weer begonnen aan de Amerikaanse tour. Deze tournee zou vele records breken, zowel wat betreft het aantal toeschouwers als de inkomsten. Er werd geschat dat ongeveer 2 miljoen toeschouwers de concerten bezochten. Het ontwerp voor het podium was van de Japanner Kazuhide Yamazaki, die ook de hoes van het album Still Life ontwierp.
Als sessiemuzikanten traden op: de saxofonisten Bobby Keys, Lee Allan en Ernie Watts, Ian McLagan op keyboards en Ian Stewart op piano. In de meeste voorprogramma's stonden George Thorogood met zijn band The Destroyers, in Los Angeles ook de toen nog onbekende Prince. Gastoptredens waren er van Mick Taylor, Tina Turner, Chuck Leavell en Sugar Blue.
De Amerikaanse tournee werd in 1982 nog gevolgd door een concerttournee door Europa, maar daarna zou het rondom de Stones zeven jaar stil blijven.

### De Steel Wheels Tour 1989 / Urban Jungle Tour 1990
De Steel Wheels Tour was de eerste van een serie megatours bedacht door tourpromotor Michael Cohl. Cohl had eerder veel succes gehad met de tournee voor Michael Jacksons album Thriller. Cohl beloofde Mick Jagger een ongekend voorschot van $60 miljoen om de 'Steel Wheels'-tournee 1989 te promoten. The Stones tekenden de deal.
De tournee ging op 31 augustus van start in Philadelphia met in het voorprogramma Living Colour. In oktober werd in Los Angeles het voorprogramma uitgebreid met Guns N' Roses. In de VS liep de tournee tot 20 december 1989. In februari 1990 werd de tournee voortgezet in de Tokyo Dome in Japan. Op 18, 19 en 20 mei kreeg de tournee een verder vervolg in Stadion Feijenoord in Rotterdam, als begin van het Europese deel. De Europese tournee, die de naam Urban Jungle Tour kreeg, eindigde op 25 augustus in het Wembley Stadium.
Op 18 augustus 1990 werd een extra concert in Praag in Tsjecho-Slowakije ingelast. In Tsjecho-Slowakije had men negen maanden eerder het communistische regime omvergeworpen en het Stones-concert werd gezien als een symbolisch einde van de revolutie. De nieuwe president Václav Havel, een levenslange fan van de band, hielp bij het organiseren van het evenement en ontving de Stones in de Praagse burcht. De band koos ervoor om alle inkomsten van het optreden (meer dan 4 miljoen Tsjecho-Slowaakse kronen) te doneren aan het Committee of Good Will, een liefdadigheidsinstelling die werd gerund door Havels vrouw Olga Havlová.
De extra muzikanten voor de tournee waren The Uptown Horns, Bobby Keys, Chuck Leavell en Matt Clifford op sax. Bernard Fowler, Lisa Fischer en Cindy Mizelle deden de achtergrondzang. Het album Flashpoint bevat, naast twee studio-opnames, een registratie van 15 nummers van deze tour. Voor Bill Wyman waren het zijn laatste bijdragen aan de Stones.

### Voodoo Lounge Tour 1994-1995
De Voodo Lounge Tour was een tournee die begon op 1 augustus 1994 in Washington en eindigde op 30 augustus 1995 in het Stadion Feijenoord in Rotterdam. Er werden in totaal over de hele wereld 129 concerten gegeven. Alle continenten werden aangedaan, waaronder Zuid-Amerika, waar in Argentinië een concert gegeven werd, nadat president Carlos Menem na de Falklandoorlog de betrekkingen met het Verenigd Koninkrijk hersteld had. Darryl Jones werd de vervanger van Bill Wyman, de andere extra muzikanten waren dezelfde als die van de Steel Wheels Tour, aangevuld met Andy Snitzer op saxofoon, Michael Davis op trombone en Kent Smith op trompet.

### Bridges to Babylon Tour 1997-1998
De titel van het album Bridges to Babylon was geïnspireerd op de brug in het ontwerp (de maquette) van het podium voor de nieuwe tour. De brug verbond het hoofdpodium met een kleiner podium 150 meter verder in de arena. De "Bridges to Babylon Tour" ging zes dagen voor het uitbrengen van het album op 23 september van start. De tournee eindigde een jaar later in Istanboel in Turkije. Als voorprogramma traden onder meer op: de Foo Fighters, Pearl Jam en Sheryl Crow. In Argentinië en Brazilië werd er opgetreden met Bob Dylan. De sessiemuzikanten waren dezelfde als die van de Voodoo Lounge Tour, aangevuld met Pierre de Beauport op toetsen in 'Thief in the Night'.
De liveregistraties van de Bridges to Babylon Tour werden op een livealbum uitgebracht: No Security. Dit album werd in de VS en Europa gepromoot tijdens een kleinere tournee – kleiner in de zin van kleinere locaties – onder de naam "No Security Tour". In Nederland gaven de Stones concerten in het Stadpark in de stad Groningen en op het Pinkpop-terrein in Landsgraaf. In Groningen was het voorprogramma voor Catatonia, In Landgraaf Rowwen Hèze. In België traden de Stones op tijdens Rock Werchter met in het voorprogramma de Simple Minds.

### De Licks Tour 2002-2003

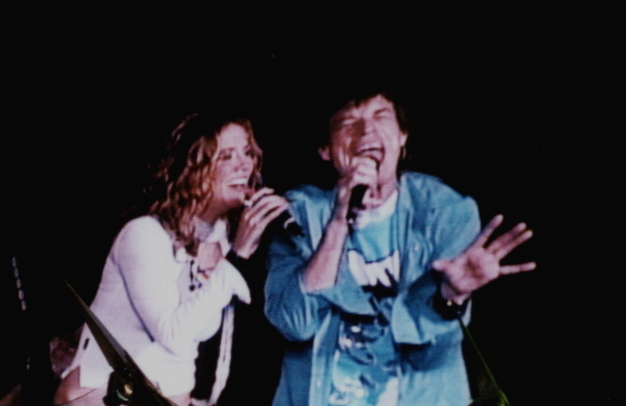
Sheryl Crow met Mick Jagger (2003)

De "Licks tour" was een tournee ter promotie van het album Forty Licks, een terugblik op 40 jaar Stones. Het was de langste tournee van de Stones ooit, met bijna 120 concerten en een setlist van in totaal 80 nummers. Er werd zowel in stadions als theaters opgetreden. De tournee begon op 16 augustus 2002 in Toronto en eindigde op 9 november 2003 in Hongkong. Geplande data in Oost-Azië en de einddatum van de tournee werden geannuleerd ten gevolge van de SARS-uitbraak in 2003.
Gastoptredens waren er voor Sheryl Crow in 'Honky Tonk Women', Solomon Burke in 'Everybody Needs Somebody to Love' Malcolm Young in 'Rock Me Baby'. Met Ryan Adams was er een liveoptreden via het tv-kanaal HBO.
In Nederland werden er concerten gegeven in Amsterdam ArenA, muziekcentrum Vredenburg en het Stadion Feijenoord.

### A Bigger Bang Tour 2005-2007

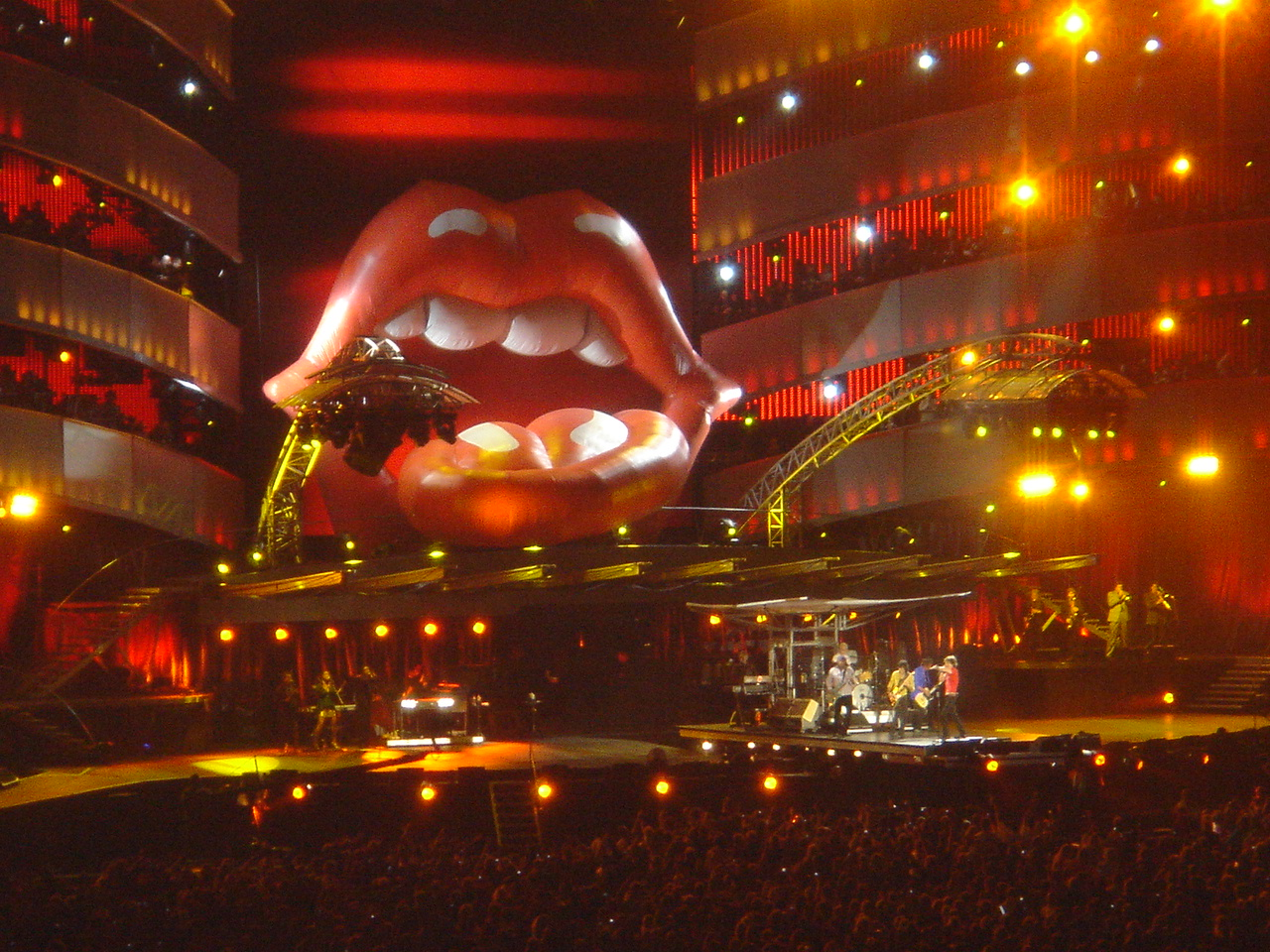
Bigger Bang podium in Twickenham

De Bigger Bang Tour was de laatste grote tournee van de Stones. Er werden in een periode van drie jaar over de hele wereld 147 concerten gegeven. Net als bij de Bridges to Babylon- en Licks-tours speelde de band een deel van de set op een tweede podium in het midden van de stadions, het hoofdpodium was 25 meter hoog en bevatte meerdere balkons.
Tijdens de concerten werd veel gebruikgemaakt van lichteffecten, die de Oerknal moesten verbeelden. Tijdens 'Sympathy for the Devil' werden enorme vlammen boven het podium de lucht in gestuurd. De extra muzikanten waren dezelfde als die van de vorige tournees, met een aanvulling van Tim Ries op saxofoon.
Bijzondere openingsacts waren Metallica, Guns N' Roses en Van Morrison, de laatste in Werchter en in Nijmegen. Het optreden van Van Morrison in Nijmegen moest echter vanwege hevige regenval afgebroken worden.
Tijdens een onderbreking van de tournee viel Keith Richards op vakantie in Fiji uit een boom. Hij liep een hersenschudding op en moest in Auckland, Nieuw-Zeeland, geopereerd worden vanwege een bloedprop.
Tijdens de Bigger Bang Tour werden door de Stones voor het eerst concerten gegeven in de Volksrepubliek China.

### 50 & Counting Tour 2012-2013
In 2012 vierden de Rolling Stones hun vijftigjarig bestaan. Dit feit werd gevierd met het verzamelalbum GRRR! en een kleine tournee van 30 concerten, voornamelijk in Noord-Amerika.

### 14 On Fire 2014
De 14 On Fire Tour uit 2014 was een vervolg op de 50 & Counting Tour, ditmaal in Europa, Azië en Oceanië. Voor Jan Smeets ging een lang gekoesterde wens in vervulling : Op 7 juni gaven de Stones een concert op Pinkpop.

### ZIP Code Tour 2015
De ZIP Code Tour was een tournee ter gelegenheid van het uitbrengen van een deluxe-editie van Sticky Fingers, het album met de ritssluiting. Er werden alleen concerten in Noord-Amerika gegeven. In het voorprogramma stonden onder anderen Gary Clark jr., Buddy Guy en Ed Sheeran.

### América Latina Olé Tour 2016
De América Latina Olé Tour was een concerttournee met 14 optredens in Latijns-Amerika. Het slotconcert was een gratis optreden in Havana, het eerste optreden van de Stones op Cuba.

### No Filter Tour 2017-2021
De No Filter Tour was een tournee met 14 concerten gepland in Europa, later aangevuld met nog eens 14 concerten in 2018 en 17 in Noord-Amerika in 2019. In Nederland werden er concerten gegeven in Amsterdam ArenA en in het GelreDome in Arnhem. De tourdata kenden vele verschuivingen, onder andere door de coronapandemie, een medische behandeling van Mick Jagger en de ziekte van Charlie Watts, die voor het einde van de tournee zou overlijden. Zijn plaats werd ingenomen door Steve Jordan.

### SIXTY Tour 2022

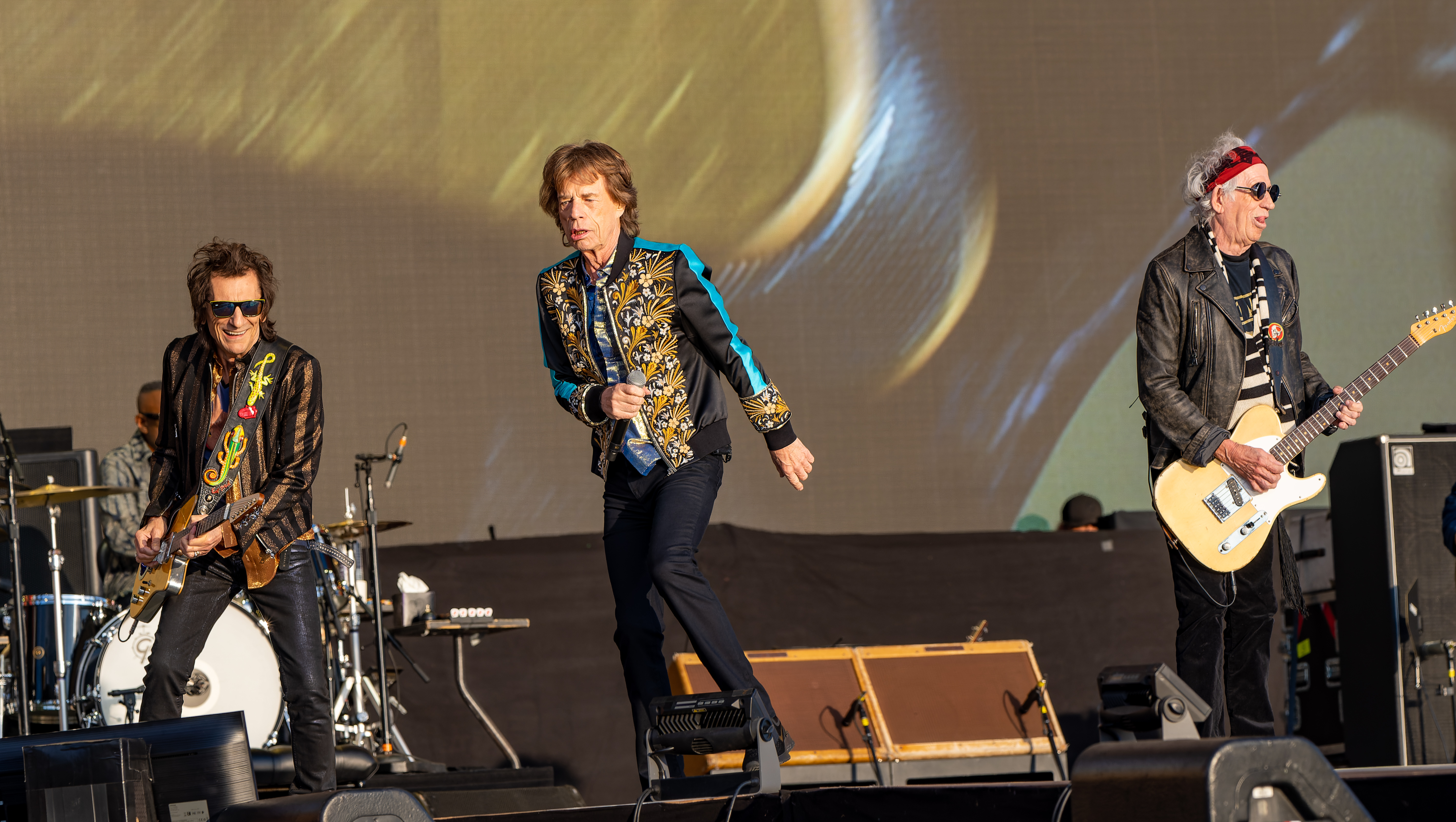
The Rolling Stones in Hyde Park op 3 juli 2022

De SIXTY Tour was een tournee waarin de overgebleven drie Rolling Stones 14 concerten gaven in grote stadions in Europa. Op 7 juli was er een optreden in de Amsterdam ArenA en op 11 juli in het Koning Boudewijnstadion in Brussel. Er werden twee concerten gegeven in het Hyde Park in Londen.
Bij de sessiemuzikanten was er een nieuwe saxofonist, Karl Denson, alsmede een nieuwe achtergrondzangeres, Sasha Allen.

## Discografie

### Nummer 1-albums
In de Nederlandse Album Top 100 hadden The Rolling Stones de volgende nummer 1-albums, 18 in totaal:
- Let It Bleed (1969)
- Sticky Fingers (1971)
- Exile on Main St. (1972)
- It's Only Rock 'n Roll (1974)
- Black and Blue (1976)
- Stones Story (1976)
- Some Girls (1978)
- Emotional Rescue (1980)
- Tattoo You (1981)
- Still Life - American concert 1981 (1981)
- Dirty Work (1986)
- Steel Wheels (1989)
- Voodoo Lounge (1994)
- Bridges to Babylon (1997)
- A Bigger Bang (2005)
- Live at Hyde Park (2013)
- Blue & Lonesome (2016)
- Hackney Diamonds (2023)

### Nummer 1-singles in Nederland
In de Nederlandse Top 40 hadden The Rolling Stones de volgende nummer 1-hits, vijf in totaal, waarvan Paint It Black zowel in 1966 als in 1990 op de eerste plek stond:
- (I Can't Get No) Satisfaction (1965)
- Paint It Black (1966/1990)
- We Love You / Dandelion (1967)
- Brown Sugar (1971)
- Angie (1973)

In de Single Top 100/Mega Top 30 en voorgangers stonden de Rolling Stones met de volgende 9 liedjes op nr.1:
- It's All Over Now (1964)
- The Last Time (1965/1990)
- (I Can't Get No) Satisfaction (1965)
- Paint It Black (1966/1990)
- Let's Spend the Night Together / Ruby Tuesday (1967)
- We Love You / Dandelion (1967)
- Jumpin' Jack Flash (1968)
- Brown Sugar (1971)
- Angie (1973)

### Beeldmateriaal
- Charlie Is My Darling
- One plus One
- Gimme Shelter
- Cocksucker Blues
- The Stones in the Park
- The Marquee Club (Live in 1971)
- Ladies and Gentlemen: The Rolling Stones
- L.A. Forum (Live in 1975)
- Some Girls (Live in Texas)
- Hampton Coliseum (Live in 1981)
- Checkerboard Lounge - Live Chicago 1981
- Let's Spend the Night Together
- Video Rewind
- 25x5 - The Continuing Adventures of the Rolling Stones
- Stones at the Max
- Steel Wheels Live
- Live at the Tokyo Dome
- The Rolling Stones Rock and Roll Circus
- Voodoo Lounge Uncut
- Stripped
- Totally Stripped
- Bridges to Babylon Tour '97/'98
- Bridges to Buenos Aires
- Bridges to Bremen Live
- No Security San José '99
- Licked in NYC
- Toronto Rocks
- Four Flicks
- A Bigger Bang Live on Copacabana Beach
- The Biggest Bang
- Shine a Light
- Stones in Exile
- Crossfire Hurricane
- Sweet Summer Sun live in Hyde park
- Sticky Fingers Live at the Fonda Theatre 2015
- Havana Moon
- Olé Olé Olé

### Optredens van de Rolling Stones in Nederland
- 13-06-2022 - Johan Cruijff ArenA, Amsterdam (verplaatst naar 7 juli 2022)[44]
- 15-10-2017 - GelreDome, Arnhem
- 30-09-2017 - Johan Cruijff ArenA, Amsterdam
- 07-06-2014 - Megaland, Landgraaf (Pinkpop)
- 08-06-2007 - Goffertpark, Nijmegen
- 31-07-2006 - Amsterdam ArenA, Amsterdam
- 20-08-2003 - Amsterdam ArenA, Amsterdam (verplaatst naar 22 september 2003[45])
- 19-08-2003 - Amsterdam ArenA, Amsterdam
- 16-08-2003 - Muziekcentrum Vredenburg, Utrecht
- 15-08-2003 - Ahoy, Rotterdam
- 13-08-2003 - Stadion Feijenoord, Rotterdam
- 11-08-2003 - Stadion Feijenoord, Rotterdam
- 18-06-1999 - Megaland, Landgraaf
- 02-06-1999 - Stadspark, Groningen
- 05-09-1998 - Malieveld, Den Haag
- 06-07-1998 - Amsterdam ArenA, Amsterdam
- 05-07-1998 - Amsterdam ArenA, Amsterdam
- 02-07-1998 - Amsterdam ArenA, Amsterdam
- 01-07-1998 - Amsterdam ArenA, Amsterdam
- 29-06-1998 - Amsterdam ArenA, Amsterdam
- 30-08-1995 - Stadion Feijenoord, Rotterdam
- 29-08-1995 - Stadion Feijenoord, Rotterdam
- 18-06-1995 - Megaland, Landgraaf
- 14-06-1995 - Goffertpark, Nijmegen
- 13-06 1995 - Goffertpark, Nijmegen
- 27-05-1995 - Paradiso, Amsterdam
- 26-05-1995 - Paradiso, Amsterdam
- 21-05-1990 - Stadion Feijenoord, Rotterdam
- 19-05-1990 - Stadion Feijenoord, Rotterdam
- 18-05-1990 - Stadion Feijenoord, Rotterdam
- 05-06-1982 - Stadion Feijenoord, Rotterdam
- 04-06-1982 - Stadion Feijenoord, Rotterdam
- 02-06-1982 - Stadion Feijenoord, Rotterdam
- 29-05-1976 - Zuiderpark, Den Haag
- 30-05-1976 - Zuiderpark, Den Haag
- 14-10-1973 - Ahoy, Rotterdam 2 shows(!)
- 13-10-1973 - Ahoy, Rotterdam
- 09-10-1970 - RAI, Amsterdam
- 15-04-1967 - Houtrusthallen, Den Haag
- 26-03-1966 - Brabanthallen, 's-Hertogenbosch
- 08-08-1964 - Kurhaus, Scheveningen